# Monument aux morts
 (décembre 2023).
La mise en forme du texte ne suit pas les recommandations de Wikipédia : il faut le « wikifier ».
Les points d'amélioration suivants sont les cas les plus fréquents. Le détail des points à revoir est peut-être précisé sur la page de discussion.
- Les titres sont pré-formatés par le logiciel. Ils ne sont ni en capitales, ni en gras.
- Le texte ne doit pas être écrit en capitales (les noms de famille non plus), ni en gras, ni en italique, ni en « petit »…
- Le gras n'est utilisé que pour surligner le titre de l'article dans l'introduction, une seule fois.
- L'italique est rarement utilisé : mots en langue étrangère, titres d'œuvres, noms de bateaux, etc.
- Les citations ne sont pas en italique mais en corps de texte normal. Elles sont entourées par des guillemets français : « et ».
- Les listes à puces sont à éviter, des paragraphes rédigés étant largement préférés. Les tableaux sont à réserver à la présentation de données structurées (résultats, etc.).
- Les appels de note de bas de page (petits chiffres en exposant, introduits par l'outil «  Source ») sont à placer entre la fin de phrase et le point final[comme ça].
- Les liens internes (vers d'autres articles de Wikipédia) sont à choisir avec parcimonie. Créez des liens vers des articles approfondissant le sujet. Les termes génériques sans rapport avec le sujet sont à éviter, ainsi que les répétitions de liens vers un même terme.
- Les liens externes sont à placer uniquement dans une section « Liens externes », à la fin de l'article. Ces liens sont à choisir avec parcimonie suivant les règles définies. Si un lien sert de source à l'article, son insertion dans le texte est à faire par les notes de bas de page.
- La présentation des références doit suivre les conventions bibliographiques. Il est recommandé d'utiliser les modèles {{Ouvrage}}, {{Chapitre}}, {{Article}}, {{Lien web}} et/ou {{Bibliographie}}. Le mode d'édition visuel peut mettre en forme automatiquement les références.
- Insérer une infobox (cadre d'informations à droite) n'est pas obligatoire pour parachever la mise en page.

Pour une aide détaillée, merci de consulter Aide:Wikification.
Si vous pensez que ces points ont été résolus, vous pouvez retirer ce bandeau et améliorer la mise en forme d'un autre article.

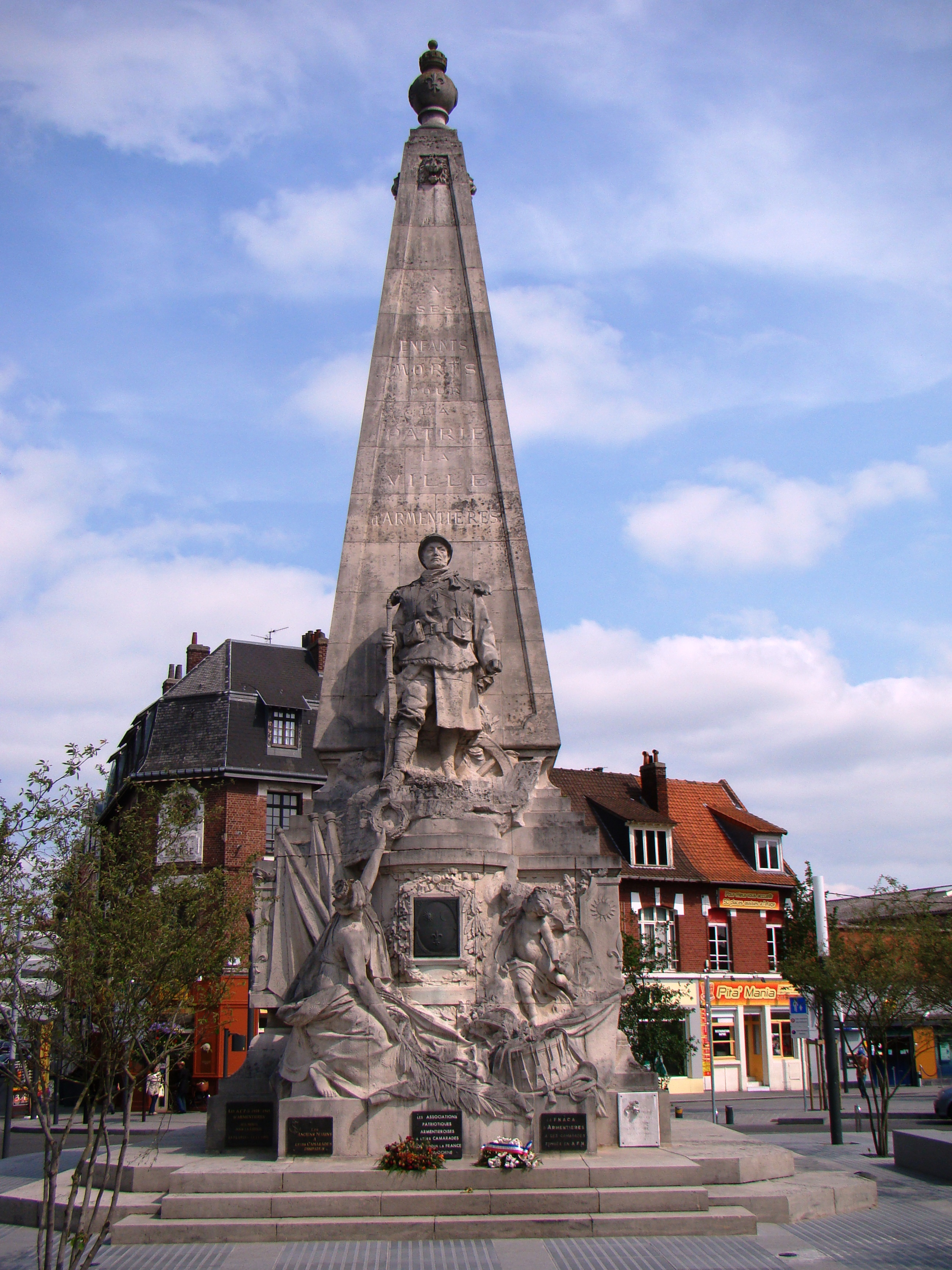
Le monument aux morts d'Armentières, œuvre de l'architecte Cordonnier et du sculpteur Boutry : la pyramide surmontée d'un acrotère et d'une urne funéraire, repose sur un piédestal. Comme beaucoup de ces monuments, il offre une symbolique riche avec une multiplicité de représentations et de messages.

Un monument aux morts est un monument destiné à commémorer, voire honorer, des personnes de façon collective. Ces personnes peuvent être commémorées de façon anonyme ou nominative. Le monument peut faire référence à un évènement ponctuel ou une période étendue dans le temps. Il est dans la majorité des cas dédié aux militaires morts ou disparus au cours d'une bataille ou d'une guerre. La notion de monument aux morts s'est progressivement étendue aux victimes civiles : otages exécutés, déportés, massacres, tués par les bombardements... Un monument aux morts peut également être dédié à des personnes tuées en dehors de situation de guerre : mortes ou disparues lors d'une catastrophe (naturelle, liée aux transports, industrielle...), acte terroriste.
Il en existe de plusieurs types :
- les cénotaphes (monuments mortuaires n’abritant aucun corps), généralement dans le centre d'une ville ou d'un village, mais qui ont aussi été, après la Première Guerre mondiale, élevés dans les entreprises, les écoles, les foyers fréquentés par les disparus de leur vivant ;
- les mémoriaux, il s'agit dans ce cas d'un anglicisme, monuments nationaux élevés sur les champs de bataille (par exemple, à Douaumont, en France) où les cimetières militaires abritent les tombes de soldats, parfois de centaines de milliers d'entre eux.

## Historique

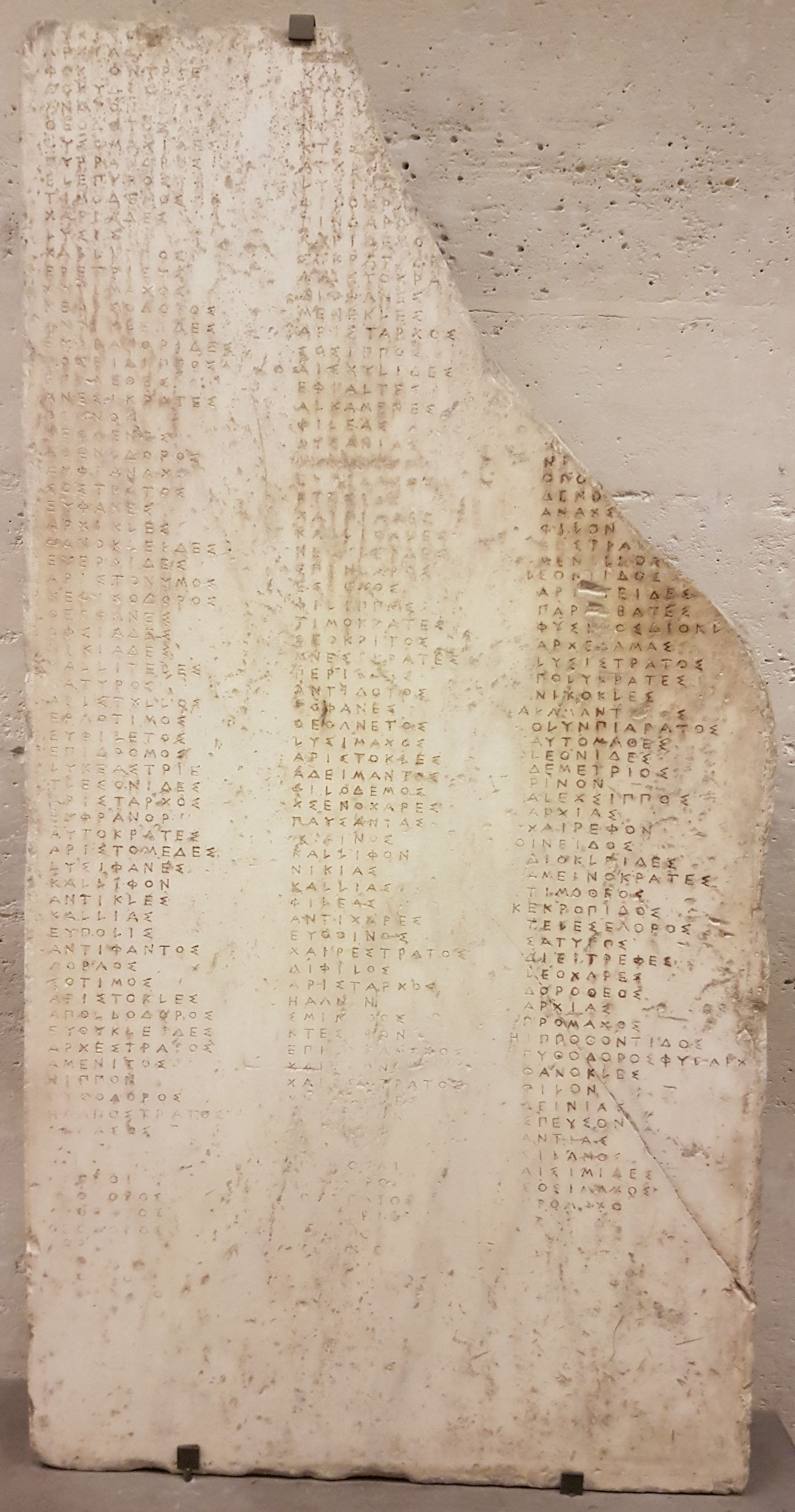
Athènes, stèle portant les noms de 180 citoyens morts au champ d'honneur (fin du).

Les monuments aux morts n’existent quasiment pas avant le xixe siècle : les monuments commémorent les victoires militaires et portent rarement les noms des soldats morts, à moins qu'il ne s'agisse de personnalités.

### Grèce antique
À Athènes, au Ve siècle av. J.-C., des stèles commémoratives portaient les noms de citoyens[Quoi ?] morts au combat, classés par tribu.

### Jusqu’au début duXXesiècle

#### En Allemagne
Des monuments sont érigés pour commémorer les soldats qui sont morts lors des guerres d’unification allemandes (guerre austro-prussienne et guerre franco-prussienne de 1870).
Les monuments édifiés à cette époque se soucient plus d'honorer les combattants (même les vivants) que les morts. Dans tout le pays, les mairies, les écoles, les places et les jardins publics voient fleurir plaques et monuments financés par les associations d'anciens combattants et les communes.
Les motifs les plus fréquemment employés y sont la victoire, Germania, l’aigle aux ailes déployées, ou l’obélisque, emblèmes traditionnels des vainqueurs. Les monuments en l’honneur des morts proprement dits sont des représentations baroques de sarcophages, d’urnes ou de gisants.
Cette prolifération de monuments est favorisée par une loi de 1890 qui confie la responsabilité de leur érection aux communes. À partir de cette date en effet on voit se multiplier les nouveaux monuments à la guerre de 1870, en particulier lors du jour de la victoire, ou pour le 25e et le 40e anniversaires en 1896 et en 1911. Les communes s’étaient enrichies grâce aux retombées de la révolution industrielle, et les anciens combattants, ayant atteint l’âge mûr, n’hésitent pas non plus à se faire construire un monument. De nombreux monuments à la guerre de 1870 érigés après 1900 sont également un signe de la remilitarisation de la société sous Guillaume II.

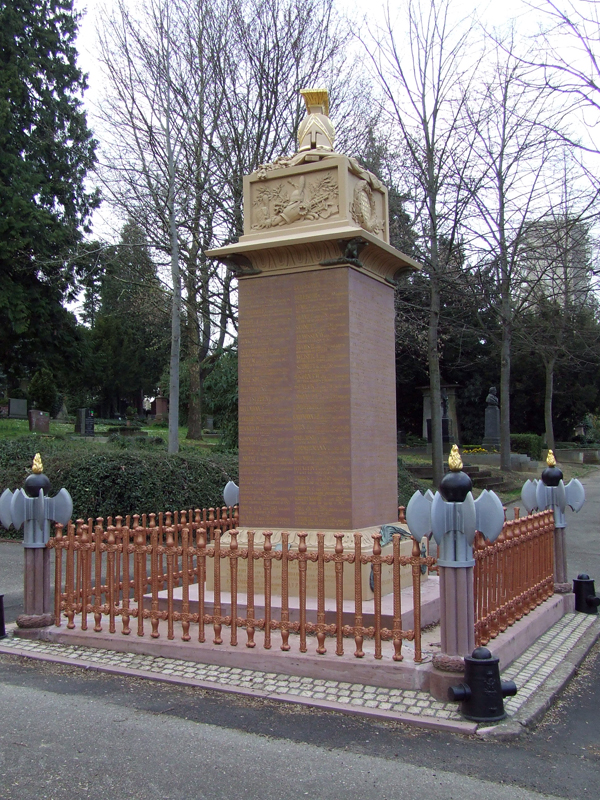
Monument aux morts de l'Armée du Rhin (1870), cimetière principal de Mayence.

#### Aux États-Unis
Les premiers monuments à la mémoire des combattants apparaissent après la guerre de Sécession aux États-Unis. Il s'agit par exemple du Memorial Shaw, à Boston inauguré en 1897 et commémorant les soldats du 54e régiment d'infanterie des volontaires du Massachusetts, monument d'autant plus remarquable que ce régiment était composé de soldats afro-américains qui figurent ainsi pour la première fois sur un monument civique.

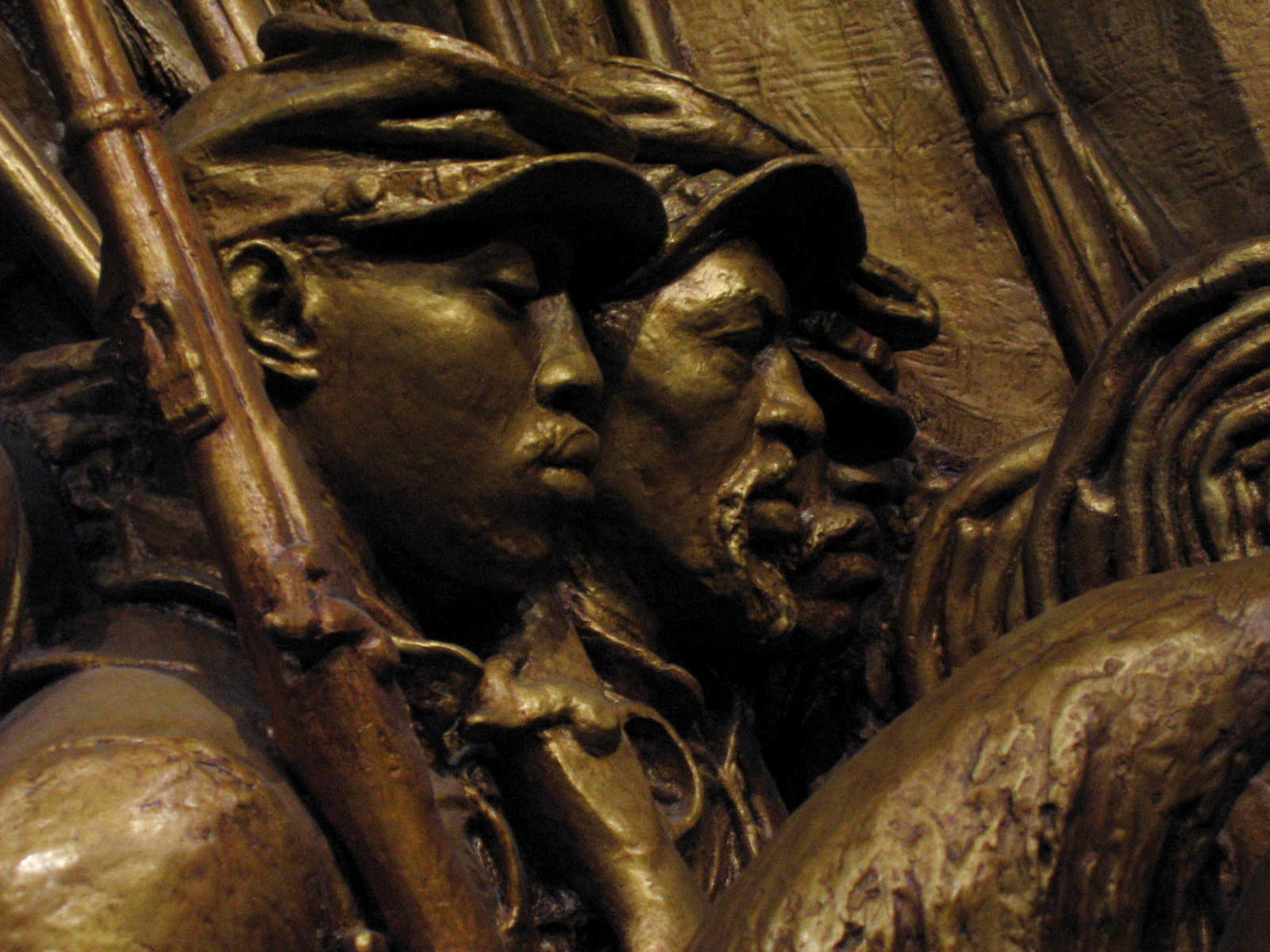
Memorial Shaw, Boston.

#### En France

##### Les premiers monuments aux morts

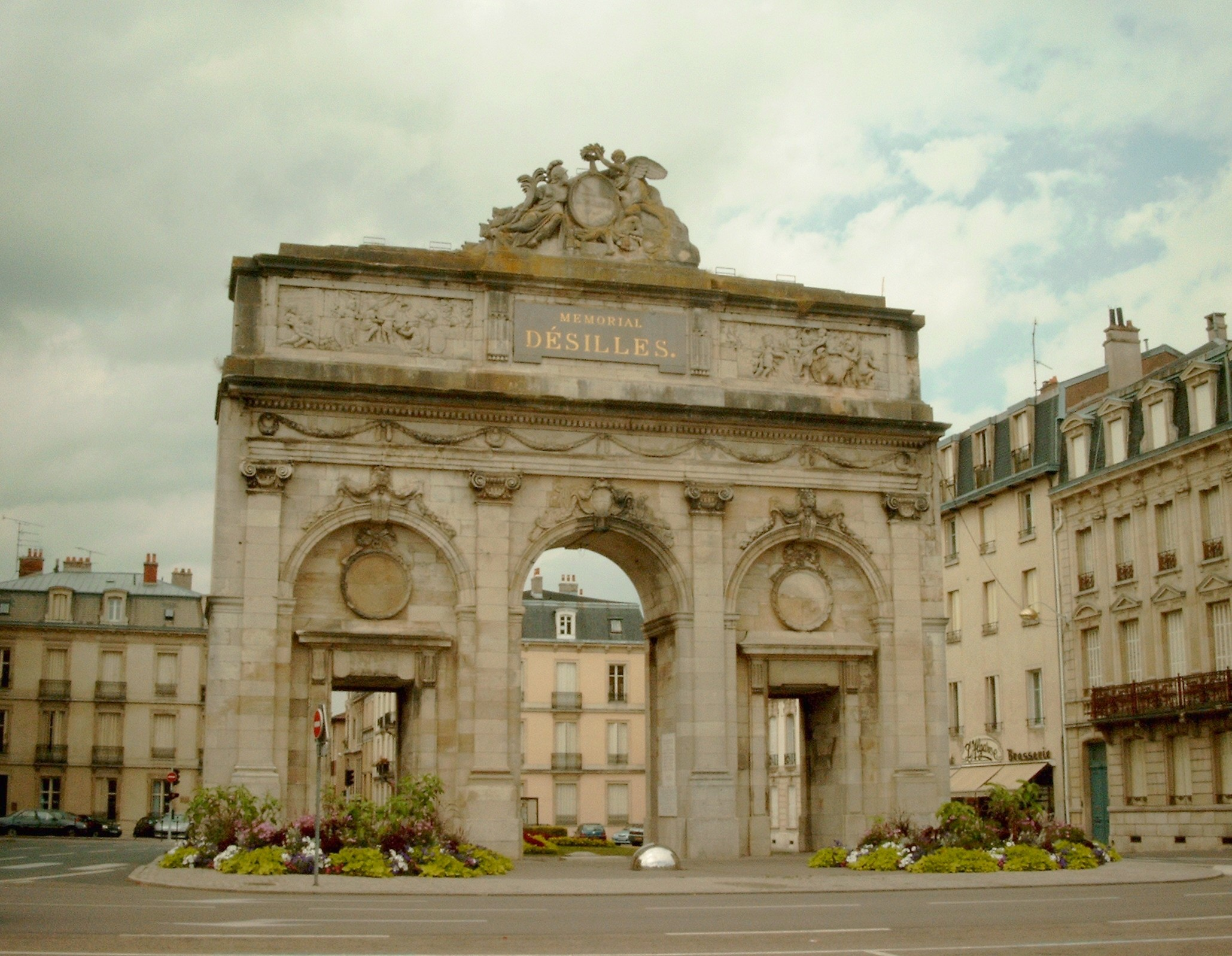
Nancy, Porte Désilles.

Le premier exemple français de monument portant les noms de combattants morts est le cas de la porte Désilles à Nancy, édifiée entre 1782 et 1784 pour commémorer l'indépendance des États-Unis et qui rend également hommage aux Nancéiens morts durant la bataille de Yorktown.
Le consul Napoléon Bonaparte prévoit, au moment de son départ pour la campagne de Marengo, de laisser à la postérité le nom des hommes morts en combattant pour la France. L'arrêté consulaire du 29 ventôse an VIII (20 mars 1800) ordonne d'élever des Colonnes départementales « à la mémoire des braves du département morts pour la défense de la patrie et de la liberté » et d'y graver les noms de « tous les militaires domiciliés dans les départements qui, après s'être distingués par des actions d'éclats, seraient morts sur le champ de bataille. » L’arc de triomphe de l'Étoile, dont la construction débute en 1806, porte seulement le nom d'officiers supérieurs, qui ne moururent pas forcément au combat, et parfois encore vivants lors de la construction du monument. Cet arrêté n'a eu qu'un semblant d'exécution.

##### Guerre de 1870-1871
Des monuments sont également érigés pour commémorer les soldats morts lors de la guerre franco-prussienne de 1870 et des guerres coloniales.
Par leur nombre, leur présence sur tout le territoire, le cérémonial lié à leur inauguration, les célébrations patriotiques et scolaires qui ont lieu à leurs abords ainsi que la propagande républicaine et revancharde les entourant, ces monuments constituent la matrice de ceux qui suivront la Première Guerre mondiale.
- En 1899 à Albertville (Savoie) est construit, à la suite d'une initiative locale de survivants de la guerre de 1870 un « monument aux mobiles » en hommage au deuxième bataillon de volontaires de Savoie dirigé par le commandant Dubois et composé de soldats de Tarentaise, de Maurienne et de la région d'Albertville (environ 1200 hommes). Ces hommes, Français depuis peu (1860), se sont battus pour la France à l'Est (surtout à Beaune-la-Rolande). On estime qu'il y a eu environ 200 morts. Il s'agit d'une sculpture en bronze édifiée par un marbrier sculpteur ayant son atelier à Albertville : Jean-Baptiste Weitmen[7]. La statue - imposante - représente un soldat à terre[8] (évocation directe de la défaite contre les Prussiens), blessé (bandage sur la tête) avec l'équipement militaire d'époque. Malgré sa blessure (et la souffrance de la défaite visible sur son visage), il lève le drapeau et regarde vers le haut pour peut-être exprimer une idée de revanche très présente dans les mentalités en ce début de siècle. Le monument ne comporte aucun nom mais uniquement une plaque commémorative : « Aux enfants de l'arrondissement d'Albertville morts pour la Patrie ». Ce monument est aujourd'hui visible place du commandant Bulle.

- En 1889, Vic-en-Bigorre vote une subvention de 1 500 francs pour un monument en l'honneur des morts de la guerre de 1870. Exécuté par le sculpteur vicquois Edmond Desca, et inauguré en 1894, La Revanche représente un guerrier farouche armé d'un gourdin.
- En 1895, la ville de Montauban commande au sculpteur Antoine Bourdelle un Monument aux Combattants et Défenseurs du Tarn-et-Garonne de 1870-71.
- La ville de Vernon (Eure) a un monument aux Mobiles de l'Ardèche[9].
- La ville de Taninges (Haute-Savoie), un monument aux morts de la Guerre franco-prussienne de 1870.
- À Aurillac (Cantal), plus précisément sur la place de la Préfecture, le 14 juillet 1906 est inauguré le monument à la mémoire des enfants du Cantal morts pour la défense de la Patrie lors de la guerre face aux Prussiens. Avec l'aide d'une souscription publique et le soutien du Souvenir Français, la statue de bronze est l'œuvre du sculpteur Jean-Baptiste Champeil, originaire du Cantal et grand prix de Rome en 1896. Cette sculpture représente et célèbre le patriotisme d'un soldat tombant sous les tirs ennemis tout en tenant contre sa poitrine le drapeau tricolore[10].

#### Au Royaume-Uni
La colonne Nelson, à Londres, n'est associée qu'au nom du héros vainqueur de Trafalgar, l'amiral Nelson.
Il existe quelques monuments en Angleterre à la mémoire des combattants et morts des Guerres des Boers (1880-1881 et 1899-1902), qui ont impliqué les soldats de toute l'Angleterre combattant les Boers de l'actuelle Afrique du Sud.

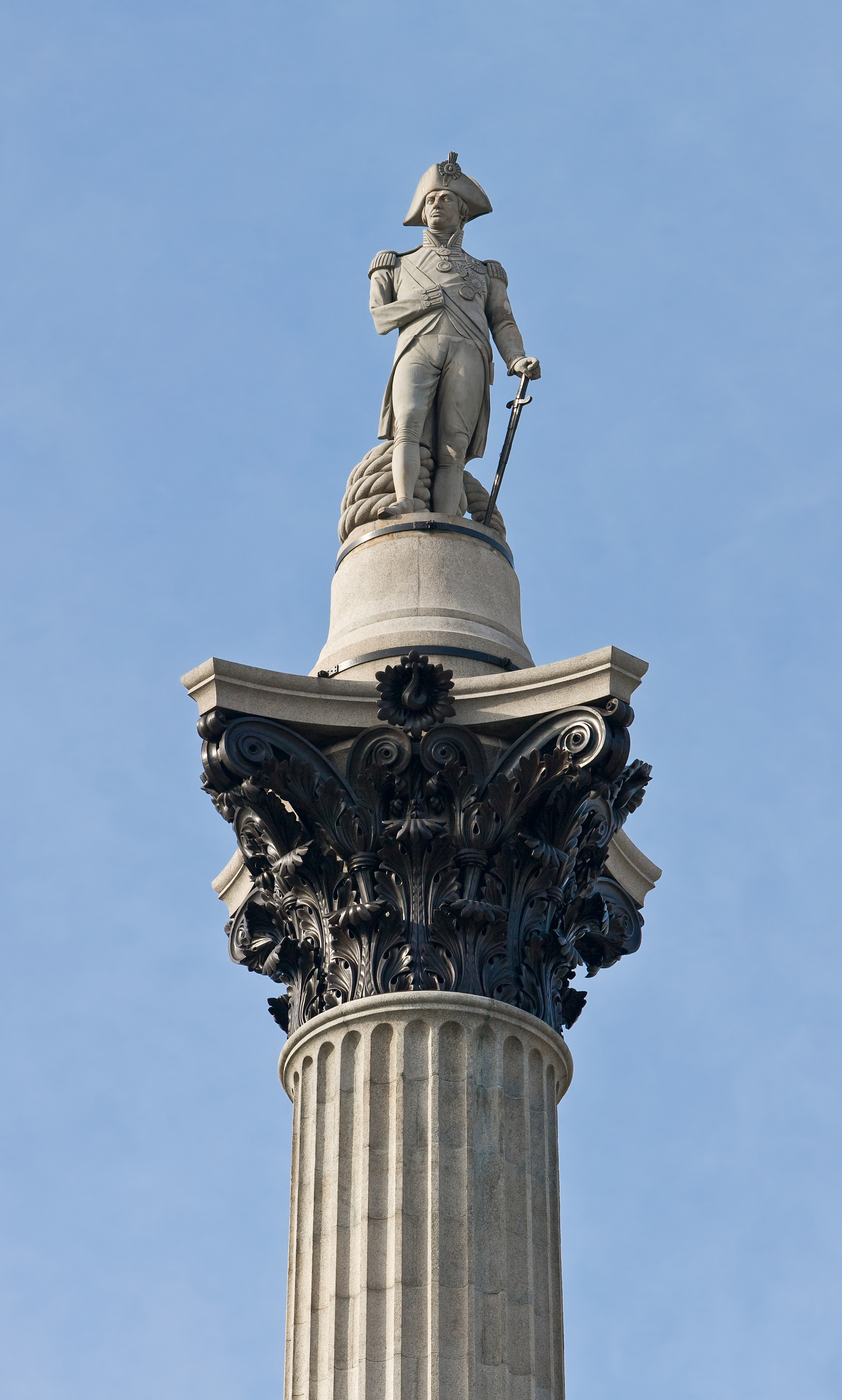
Colonne Nelson, Londres.
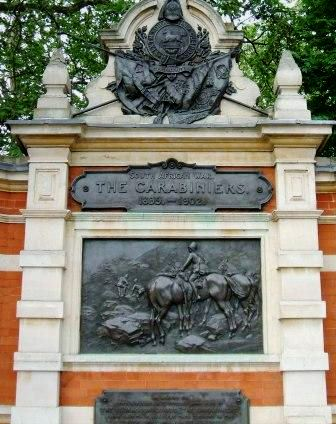
Monument aux morts des guerres des Boers, Chelsea, Londres.
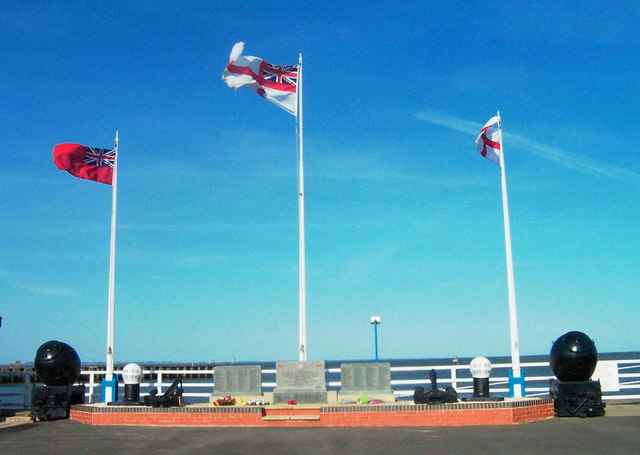
Hommage aux démineurs de 1940-1945 sur le dock de Grimsby.

### Après la Première Guerre mondiale
La Première Guerre mondiale qui se déroula de 1914 à 1918 est la principale guerre commémorée par les monuments aux morts. Cette guerre a mis en jeu plus de soldats, provoqué plus de décès et causé plus de destructions matérielles que toute guerre antérieure. Plus de 60 millions de soldats y ont pris part,. Pendant cette guerre, environ 9 millions de personnes sont décédées et environ 8 millions sont devenues invalides,.
Le 11 novembre 1920, en France et au Royaume-Uni, sont créées des Tombes du Soldat inconnu, exemple suivi ensuite par de nombreux pays.

#### En France

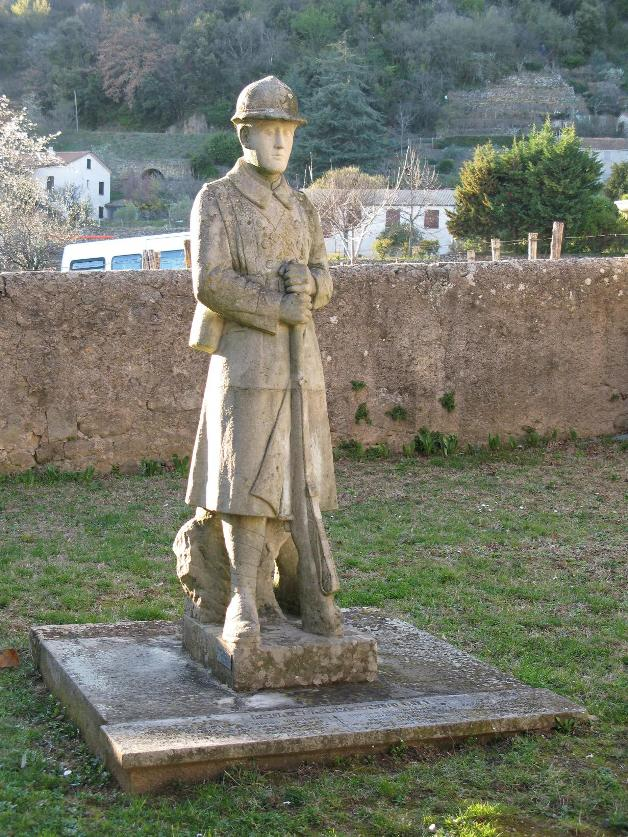
Monument aux morts de Ribes (Ardèche), inspiré de la statue du Poilu au repos d'Étienne Camus.

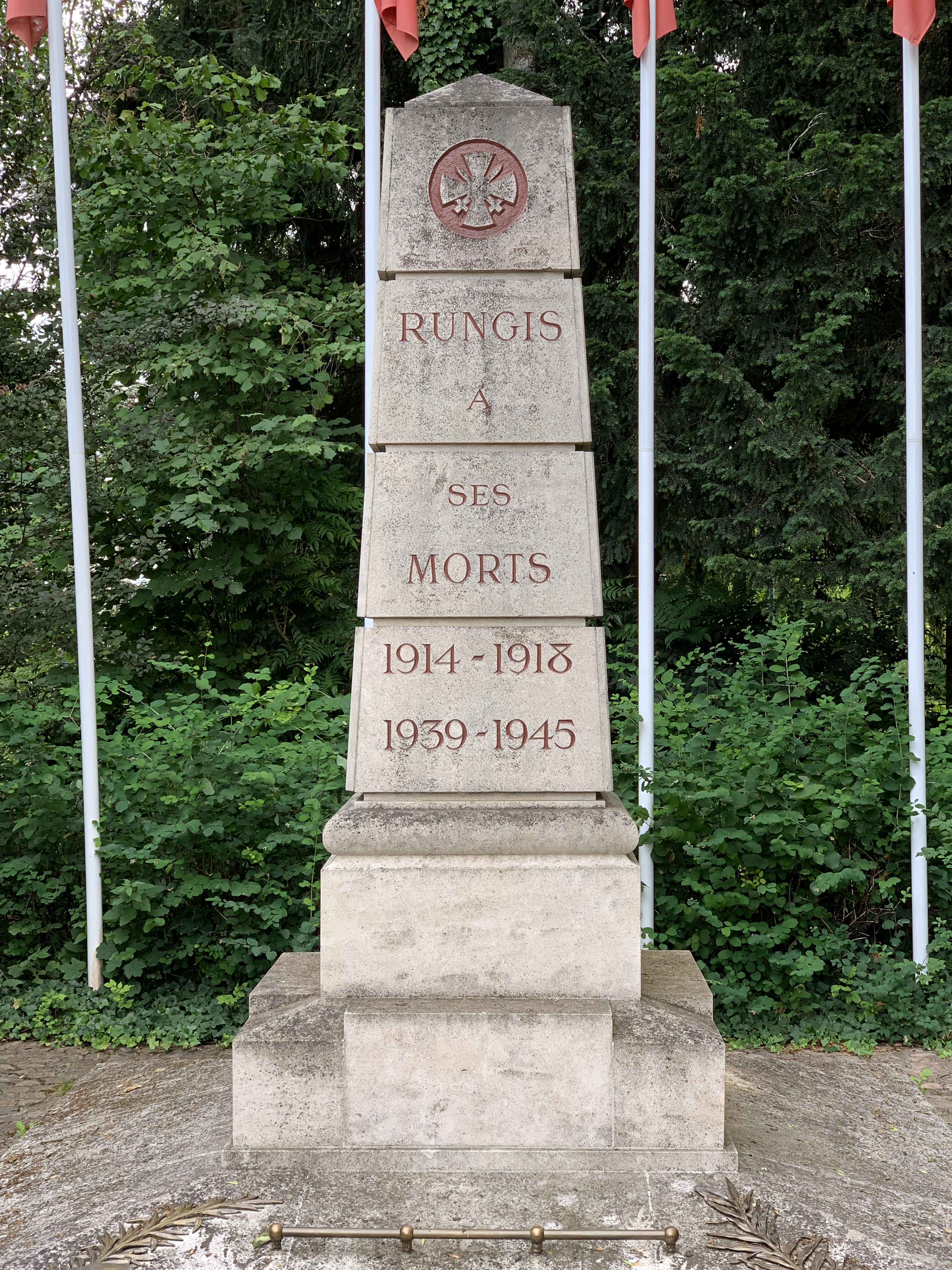
Le monument aux morts de Rungis représente l'art de série avec son simple obélisque gravé d'une croix de guerre.

Le deuil de la Grande Guerre détermine les communes à rendre hommage à leurs morts pour la Patrie. Dans les années 1920-1925, ce sont quelque 35 000 monuments aux morts qui sont érigés malgré les difficultés de la reconstruction (plus de 95 % des communes françaises en possèdent un). L'État intervient pour accorder des subventions (calculées en fonction du nombre de soldats tués et de la richesse de la commune) et réglementer les édifications,, les souscriptions publiques couvrant parfois la totalité des dépenses. Quelques très rares communes n'ont pas de monument aux morts, par exemple Thierville dans l'Eure, n'ayant pas eu de morts parmi ses habitants pendant les guerres depuis 1870. La loi du 25 octobre 1919 dite « loi sur la commémoration et la glorification des Morts pour la France » fixe notamment les modalités d'attribution par l'État d'une éventuelle subvention, variant de 4 à 25 % du montant global du coût du monument, cette participation ayant plus une fonction de légitimation. Devant le déferlement de monuments en voie de création marqués par une certaine banalité (recours notamment pour la statuaire à des moulages commerciaux pour des raisons financières mais surtout de commodité — stocks permanents, délai de livraison — et de mode, ces modèles standardisés connaissant un certain succès), le ministère de l'Intérieur décide, par la circulaire du 20 mai 1920, de la mise en place de commissions artistiques départementales chargées de l'examen de ces projets. Les conseils municipaux lancent des souscriptions et des concours régionaux ou nationaux pour choisir les artistes, qui leur livrent des maquettes pour que les comités d'érection choisissent les modèles du monument.
Les pertes massives (en France, il y eut 1,4 million de morts et 3 millions de blessés sur 8 millions de mobilisés, pour une population de 40 millions d'habitants) amènent, le plus souvent, non à glorifier la victoire, mais à honorer ceux qui ont perdu la vie. Cet aspect est important, car la très grande majorité des monuments élevés à cette occasion le sont à l’initiative, ou au moins avec la participation financière des anciens combattants, qui formaient 90 % des hommes de 20 à 50 ans en France. Leur motivation à continuer de se battre était l’espérance que cette guerre serait la dernière (« la Der des Ders »), et que leur sacrifice ne serait pas vain ; les monuments sont aussi là, dans une certaine mesure, pour rappeler ce sacrifice. Il n'est donc pas étonnant de trouver ces lieux de mémoire partout dans les départements, même éloignés des conflits, et les colonies.
Leur construction commence dans l’immédiat après-guerre, mais se prolonge tout au long du XXe siècle. Dans la plupart des pays, on ajoute à la liste des morts de la Grande Guerre ceux de la Seconde Guerre mondiale, puis des guerres suivantes (guerres de décolonisation (Indochine, Algérie en France) ou guerre du Viêt Nam aux États-Unis). En France, on y trouve parfois aussi une copie de l’appel du 18 Juin. Dans les autres pays, les monuments restent collectifs : les listes de noms sont très rares dans l’URSS, la Chine ou le Japon. La commémoration des morts des conflits postérieurs à la Grande Guerre est plus hétérogène et dispersée. En France, l'insertion de listes concernant les morts civils, militaires et résistants de la Seconde Guerre mondiale ou de la guerre d'Algérie est généralement réalisée sur d'autres faces (en arrière et sur le côté) du monument aux morts de la guerre 14-18, ou sur des plaques ajoutées (faute de place) au pied de ce monument.
La période de construction est importante dans les années 1920, dans les pays occidentaux : 35 000 de 1918 à 1925 en France, soit environ (quinze inaugurations par jour les trois premières années d’après-guerre), les monuments prenant la forme d'obélisques ou de colonnes d'une même inspiration (avec ou le plus souvent sans groupe statuaire car beaucoup de communes n’ont pas les moyens financiers d'assurer l'élévation d’'un monument grandiose), de stèles ou de simples plaques. En 1924, un double monument « Aux héros de l'Armée noire » est élevé à la mémoire des soldats africains tombés pendant la Grande guerre, l'un à Reims, l'autre à Bamako (Mali). Le premier fut détruit par les troupes d'occupation en 1940. Il a été « reconstitué » en 2013. Celui de Bamako existe toujours.
Par ordre alphabétique de départements et de communes :

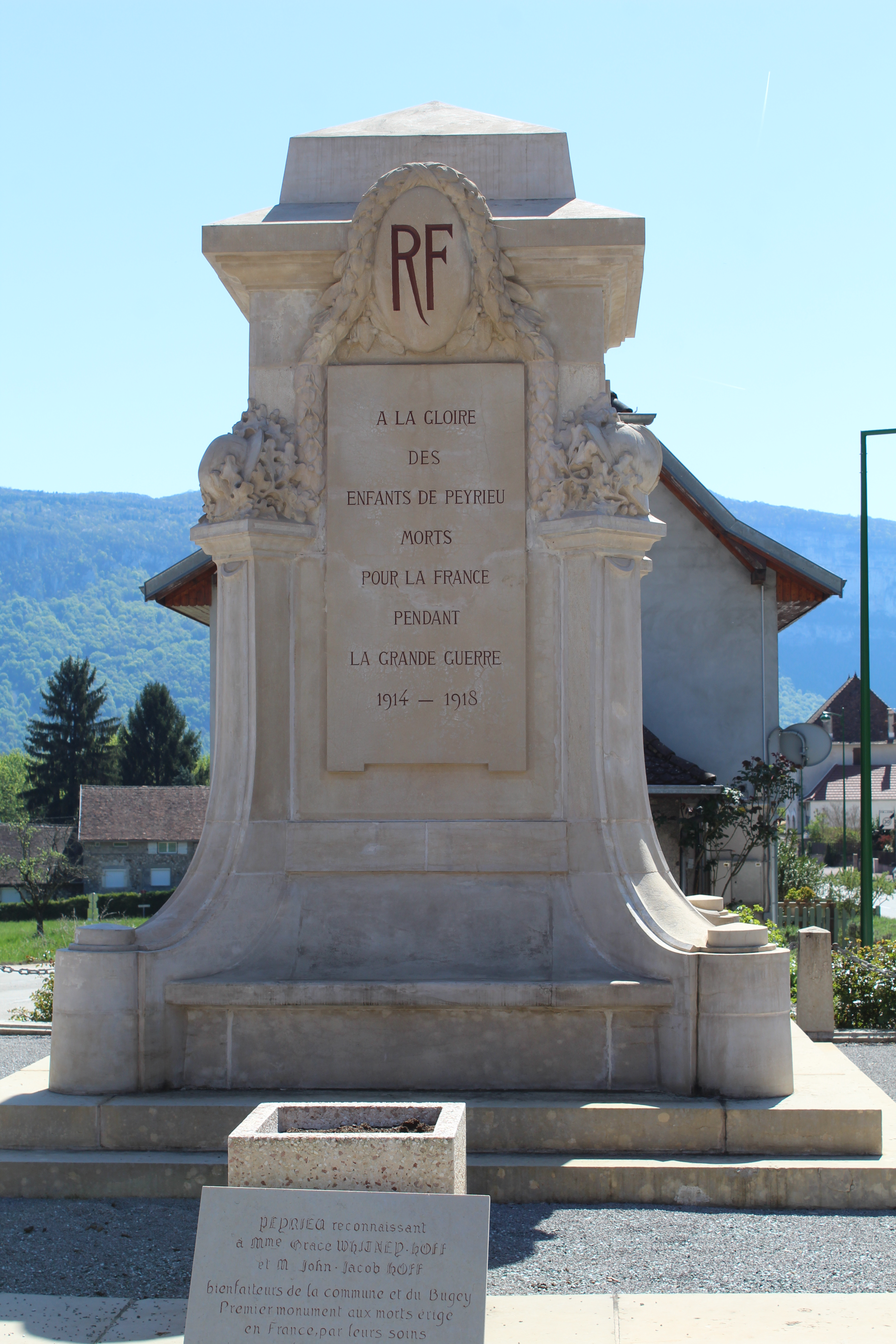
Monument aux morts de Peyrieu (Ain), premier de la sorte à être érigé en France après la Première Guerre mondiale.
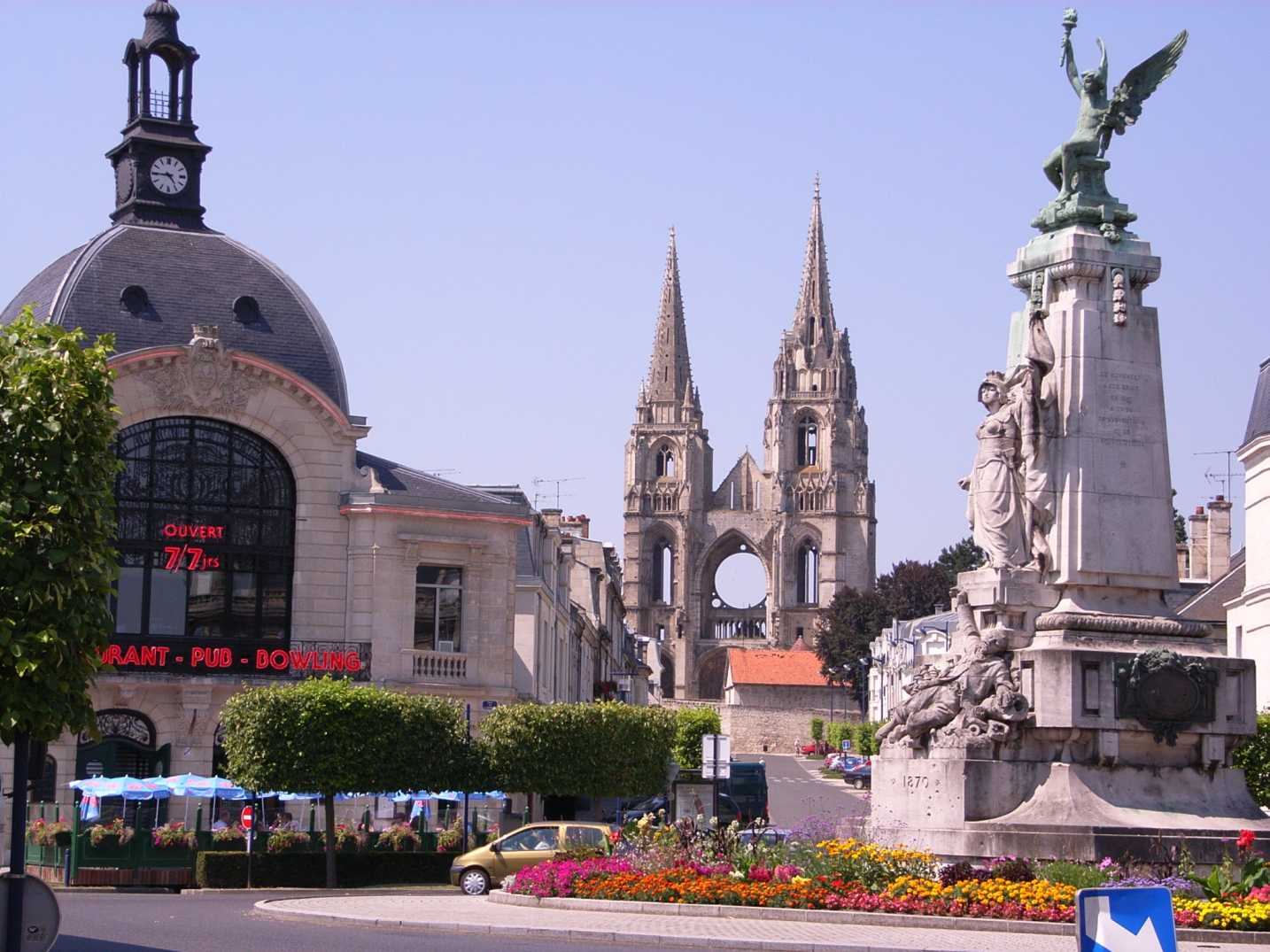
Monument aux morts de la guerre de 1870, Soissons (Aisne).
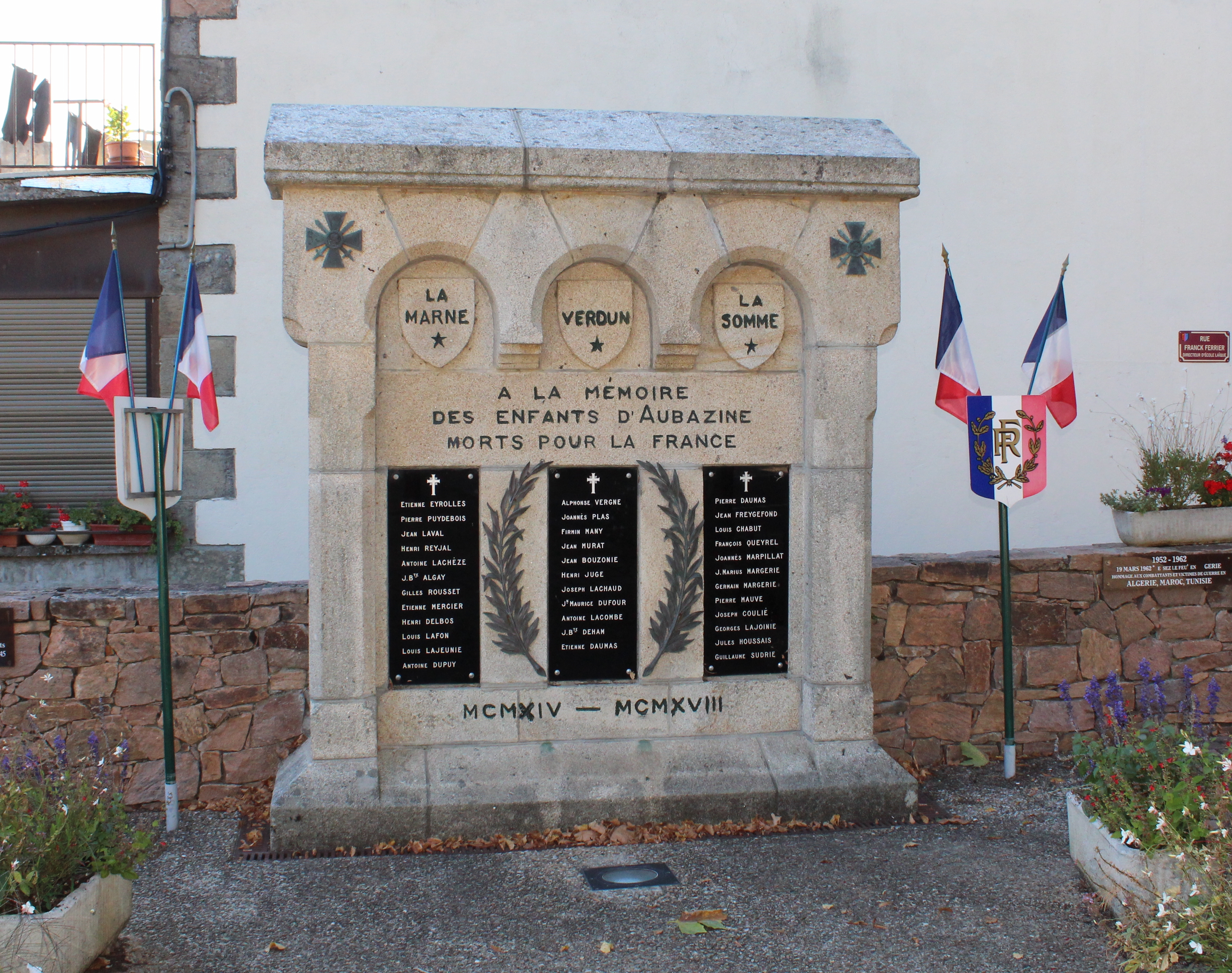
Le monument d'Aubazine (Corrèze).
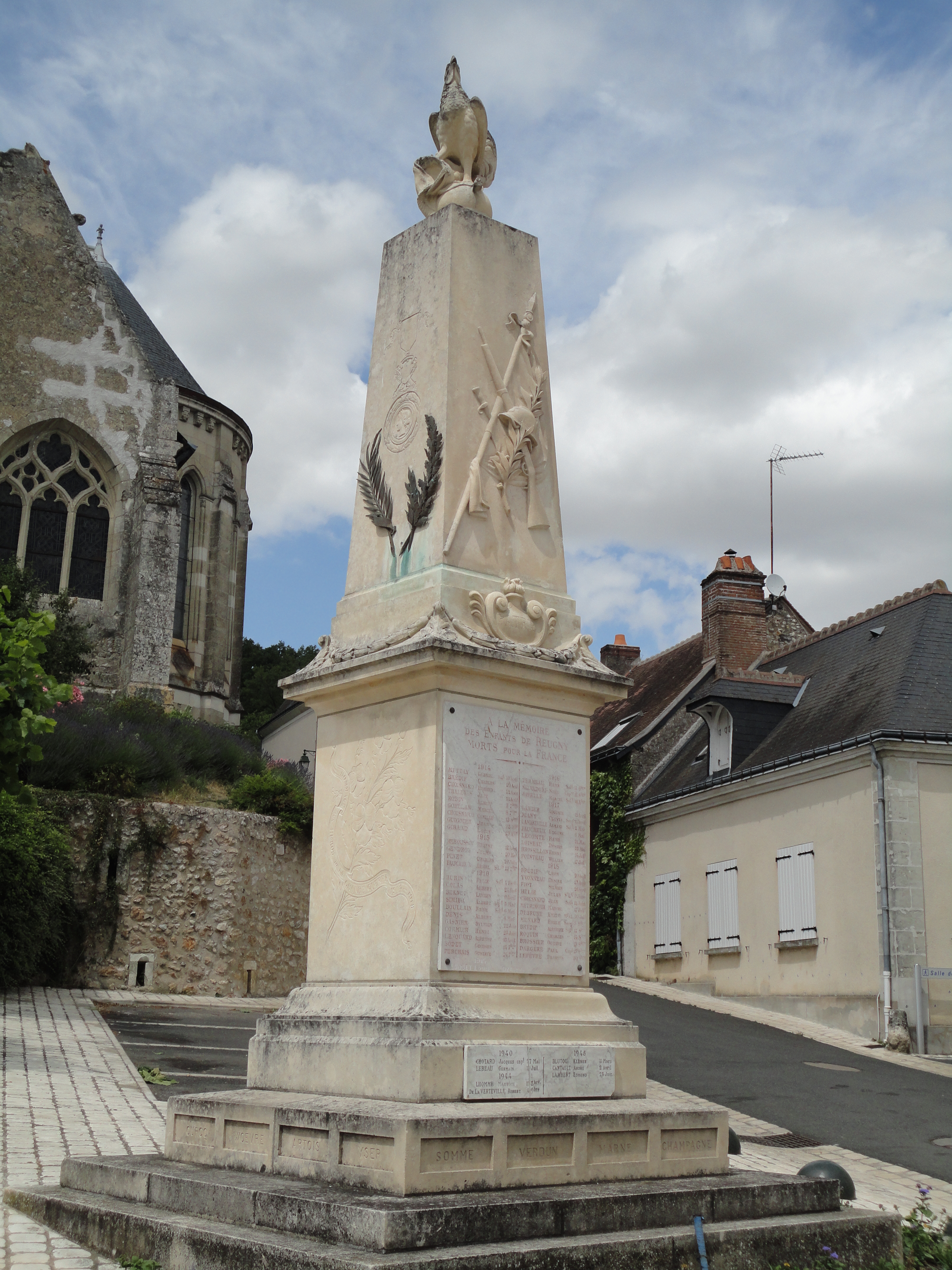
Monument aux morts de Reugny (Indre-et-Loire).
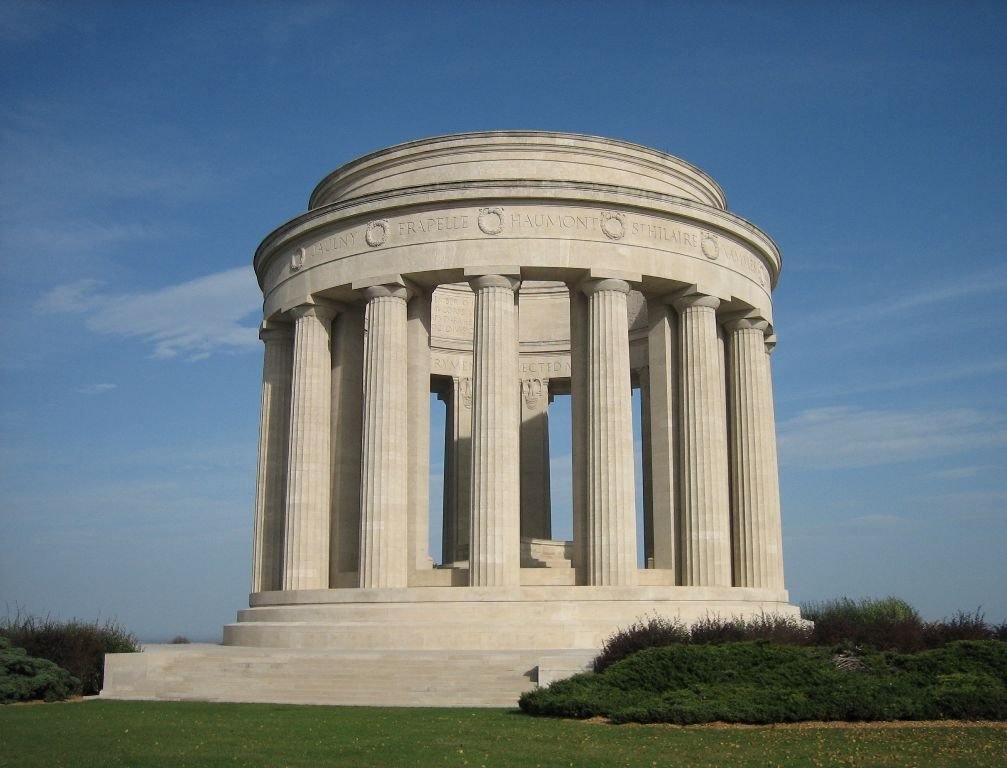
Butte de Montsec, monument américain commémoratif de la bataille du Saillant de Saint-Mihiel Montsec (Meuse).
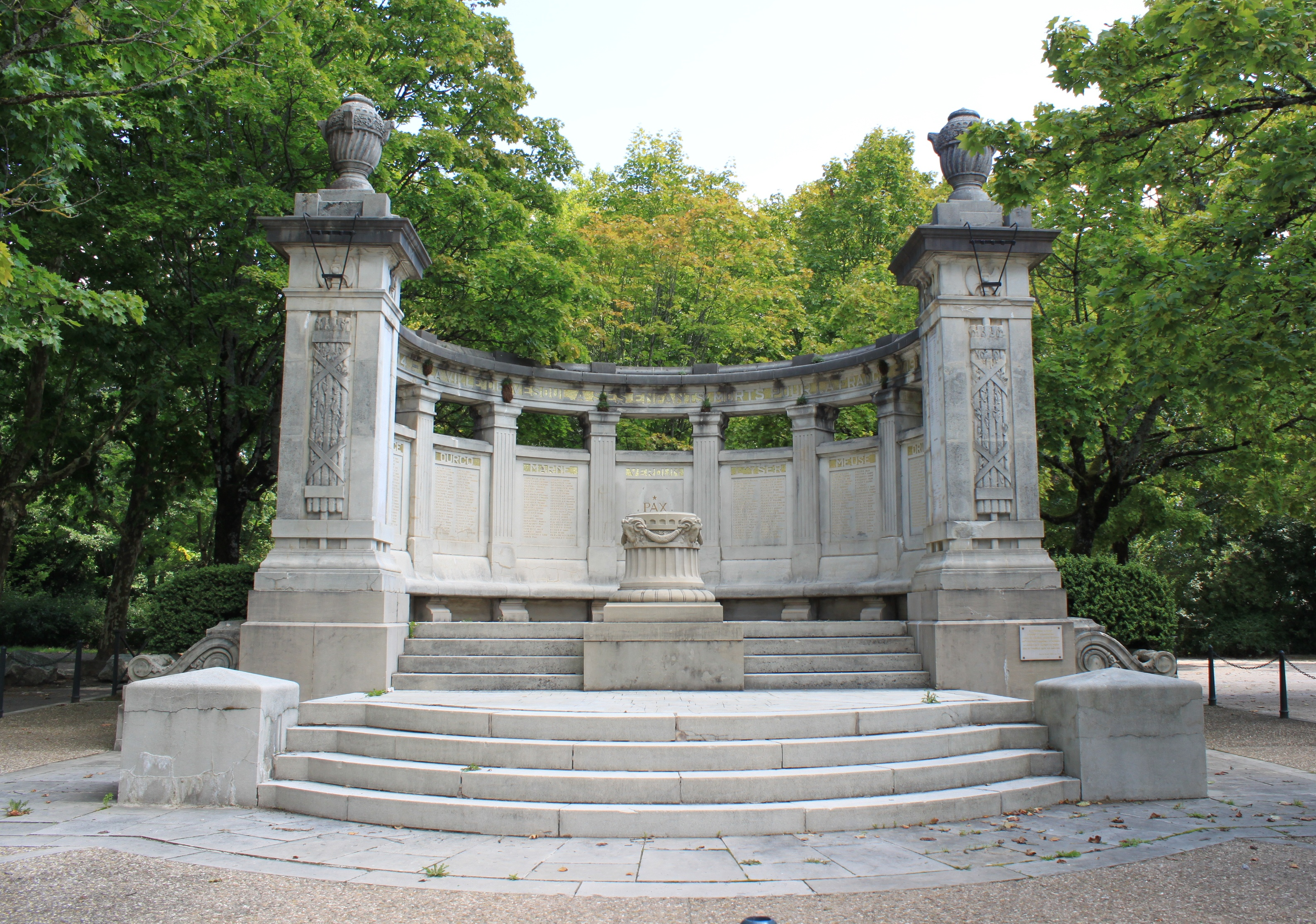
Monument aux morts situé sur la place des Allées, à Vesoul (Haute-Saône).
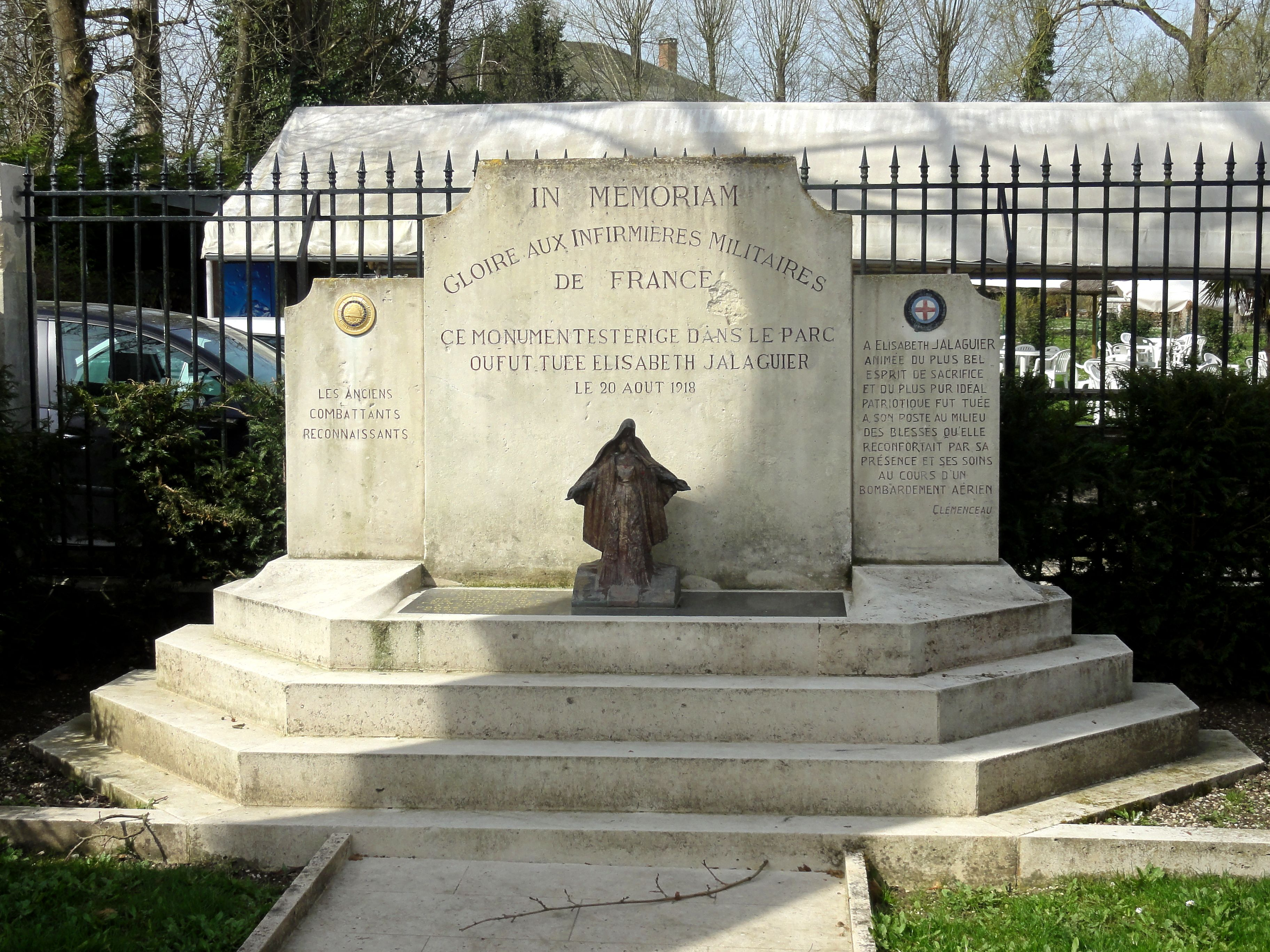
Le monument aux morts dédié aux infirmières de Pierrefonds (Oise), érigé en 1955[29].
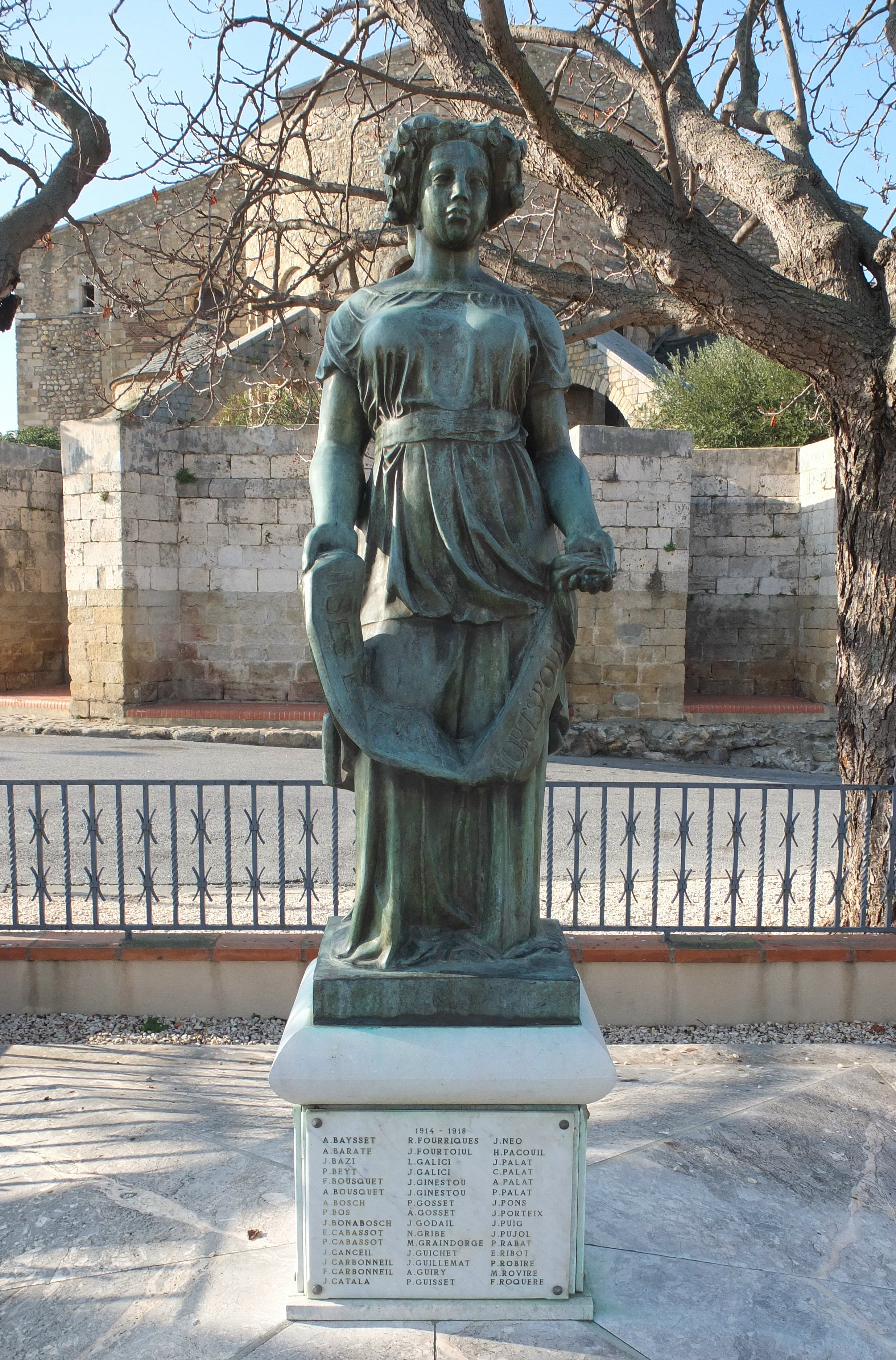
Monument aux morts d'Elne (Pyrénées-Orientales) par Aristide Maillol.
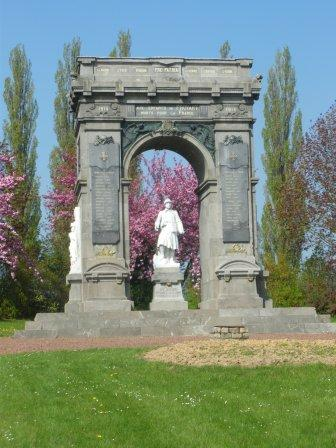
Monument aux morts de Proyart (Somme).
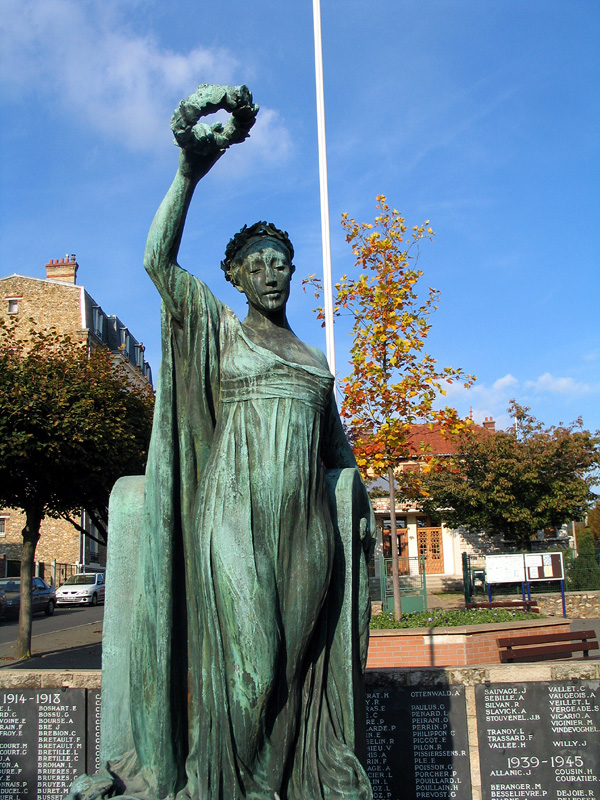
Le monument aux morts de Cormeilles-en-Parisis (Val-d'Oise).
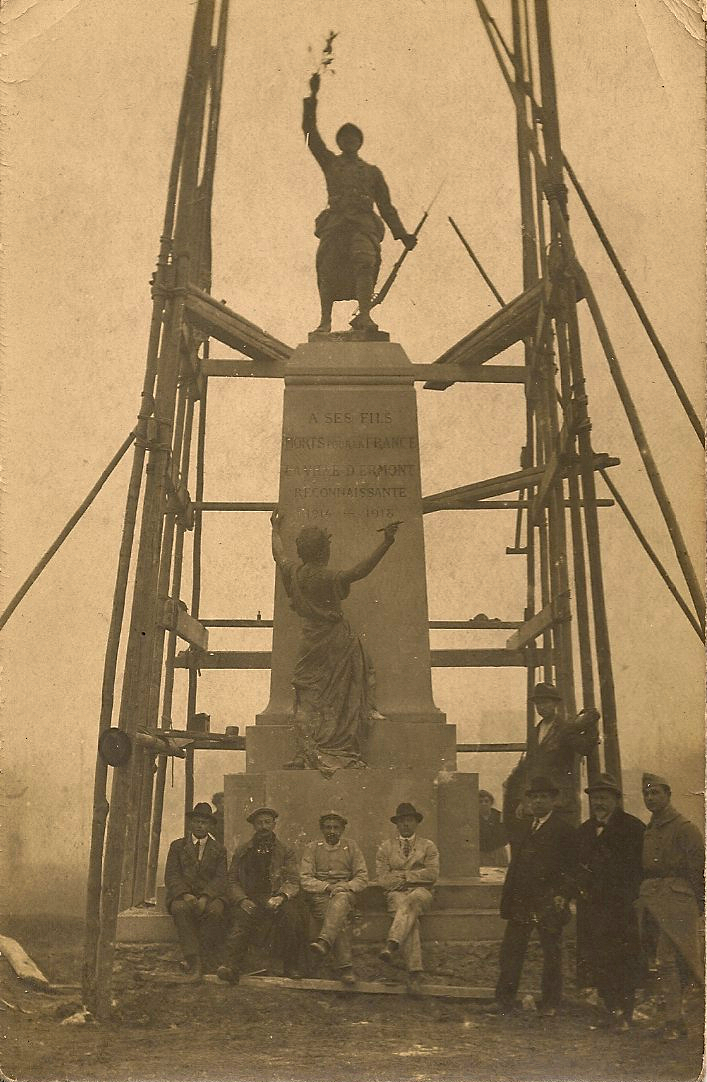
Le monument aux morts d'Ermont (Val-d'Oise) en construction. Carte postale non datée.

En France, Aristide Croisy est l'auteur de nombreux monuments, au Mans, à Sedan, à Mézières. En Moselle, le plus important Mémorial aux Soldats Français tombes sur le sol Roumain 1914 – 1918, est réalisée à Dieuze par le sculpteur Remus Botar Botarro, majestueuse œuvre d’art contemporaine en bronze - monument commémoratif inauguré le 9 novembre 1998 par Jean-Pierre Masseret, secrétaire d’État aux Anciens combattants et Victor Babiuc, ministre de la Défense de Roumanie.
En 1923, le Bulletin de la Société préhistorique française signale que le monument aux morts de la commune de La Verpillière en Isère est construit à partir de deux mégalithes et celui de Quiberon à partir d'un menhir tombé.
En 2013, le monument aux morts des Abymes en Guadeloupe est inscrit monument historique.
Marqués par un style généralement doloriste, les monuments aux morts varient selon les municipalités. En Alsace-Lorraine, la majorité des soldats sont morts sous l'uniforme allemand : on indique ainsi sur ces monuments « À nos morts », plus que « À nos enfants morts pour la France ». Les mairies de droite, nationalistes et revanchardes, mettent plutôt en avant une ode à la victoire, avec par exemple une statue avec une couronne de laurier et un fusil dressé, alors que les mairies de gauche préfèrent davantage insister sur le deuil. On trouve même parfois des monuments aux morts pacifistes.

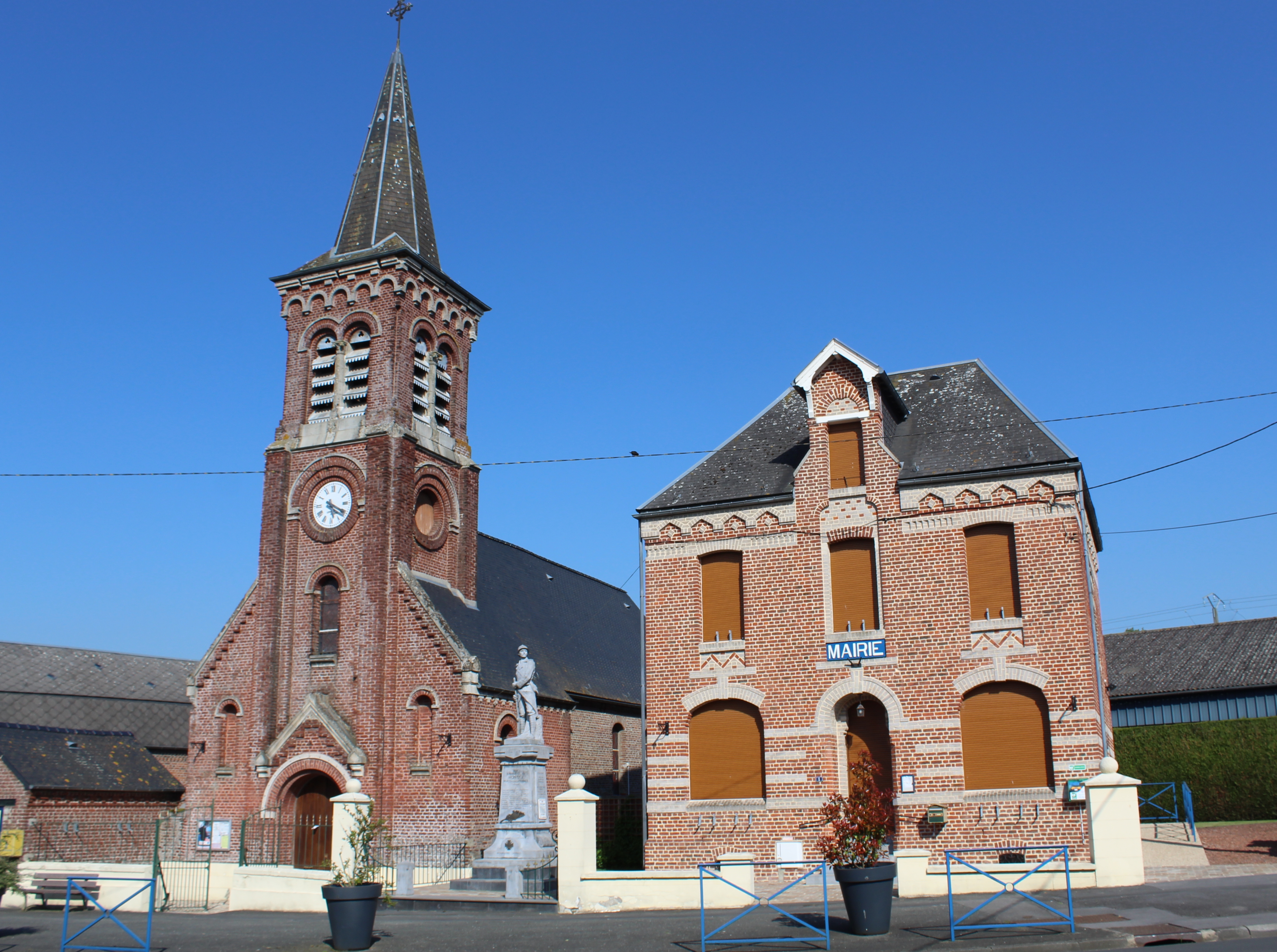
Emplacement particulièrement symbolique du monument entre la mairie et l'église de Montay.

L’implantation du monument (dans un lieu public, pour que le devoir de mémoire s’impose à la vue du passant, ou dans un endroit plus reculé, plus propice au recueillement) fait, au début, l’objet des plus vifs débats dans les conseils municipaux. En fonction de la couleur politique de la municipalité, on distingue également les villes de gauche qui après la Première Guerre mondiale édifient généralement leur monument aux morts sur un espace de la République (mairie, école, place publique) et celles de droite dans l’espace de la religion (dans le cimetière, près de l’église du village). La raison étant que dans un cimetière, ces monuments peuvent, selon la loi de 1905, arborer des emblèmes religieux, des municipalités de droite tenant alors absolument à faire figurer une croix sur l'édifice (à une époque où les liens entre droite et catholicisme étaient forts). Cela dit, on trouve à droite comme à gauche plusieurs exceptions à ce constat (notamment des villes de gauche de l'Ouest catholique qui ont un monument aux morts dans le cimetière municipal) ; « le grand nombre des exceptions n’empêche pas l'existence d'une tendance de fond » note l'historien Antoine Prost. Dans beaucoup de villages, le choix est vite entériné car l’église et la mairie partagent la même place centrale. Certains ont deux monuments communaux, l'un sur la place de la mairie, l'autre dans l'église ou le cimetière. En réalité, Serge Barcellini, conseiller mémoriel de Kader Arif, secrétaire d'État chargé des Anciens combattants et de la Mémoire explique qu'il s'agit d'un compromis : « le monument aux morts est un élément dont l’emplacement est souvent le résultat de la rencontre entre les contraintes de l’urbanisme, la culture locale et les aspirations politiques de la municipalité en place ».
L'historien Antoine Prost distingue, selon l'emplacement des monuments, la dédicace et la symbolique, quatre grands types de monuments aux morts : les monuments civiques, laïques et républicains (au moins 60 % des monuments), les monuments patriotiques-républicains, les monuments funéraires-patriotiques et les monuments purement funéraires.
Alors que la mention « Mort pour la France » est accordée selon douze conditions, en vertu des articles L 488 à L 492bis du Code des pensions militaires d'invalidité et des victimes de guerre, les noms inscrits sur les monuments aux morts ne sont pas réglementés par des lois officielles, si bien que les maires prennent une certaine liberté de reporter sur le monument aux morts le nom de soldats non nés dans la commune ou celui de civils, mentionnés sous le terme de victimes.

#### En Italie
L'Autel de la Patrie, au centre du Vittoriano, le monument érigé en 1911 en l'honneur de Vittorio Emanuele II, premier roi de l'Italie unifiée, accueille après la Grande Guerre la tombe du soldat inconnu.
En Italie, les dépouilles mortelles des soldats enterrés dans les cimetières de fortune surgis sur le théâtre des batailles immédiatement après la grande guerre ont été, dans le cadre de la politique de « monumentalisation » des lieux de mémoire mise en œuvre par le régime fasciste, ramenés dans les grands sacrari (sanctuaires) comme le cimetière militaire de Redipuglia où était glorifiée la patrie victorieuse. Le Monumento Nazionale al Carabiniere à Turin fait partie des centaines de monuments aux morts érigés en Italie après la Seconde Guerre mondiale. Il est remanié en 1948.

#### Au Royaume-Uni

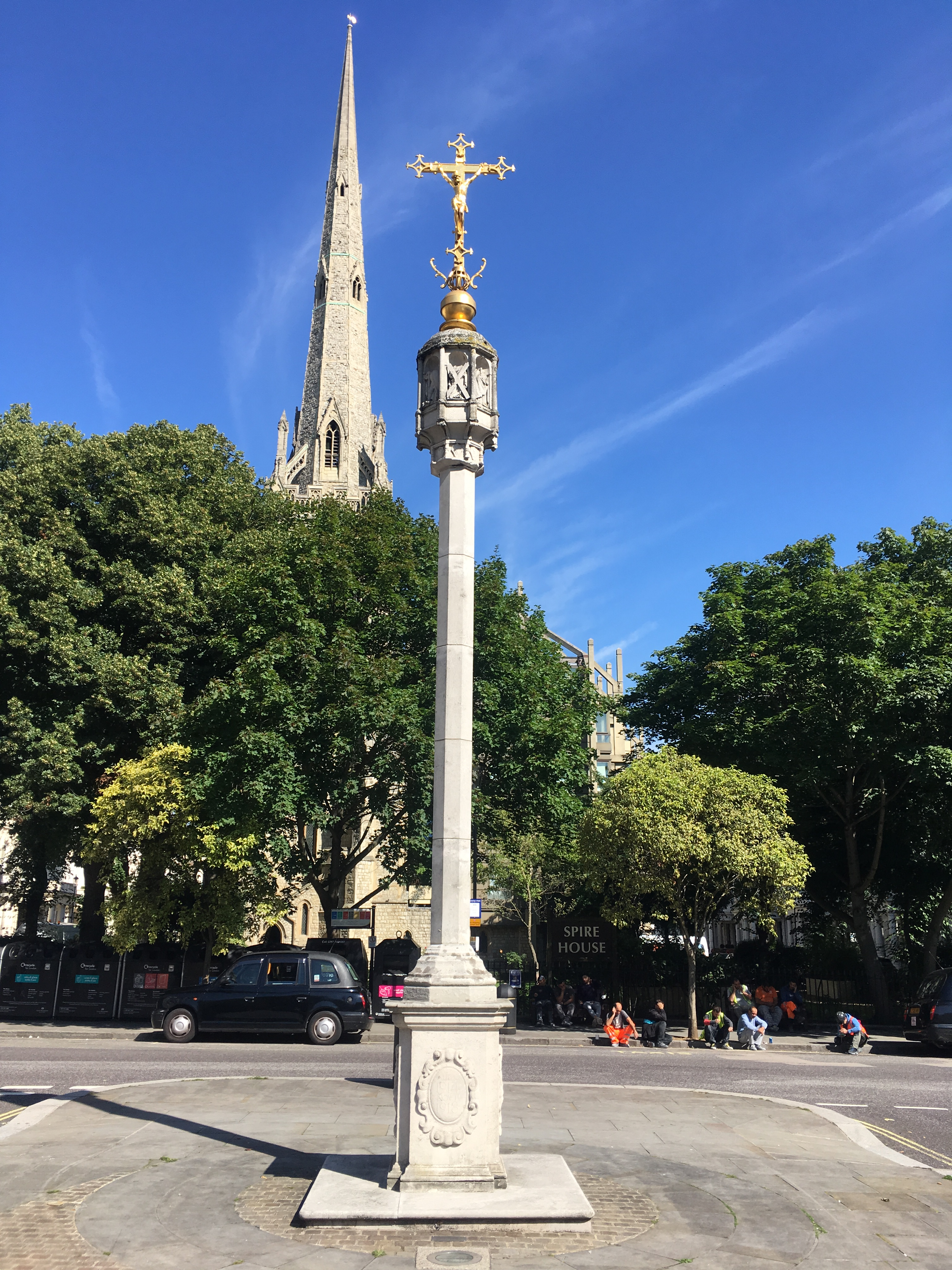
La Lancaster Gate Memorial Cross, à Londres, commémorant les résidents du borough de Paddington morts au combat pendant la Première Guerre mondiale.

Le plus grand monument aux morts britannique se situe en Belgique dans le cimetière militaire britannique de Tyne Cot près de Passendale (de nos jours section de la commune de Zonnebeke). Outre les 11 952 tombes de soldats britanniques qui s'y trouvent, sur le monument figurent les noms gravés des 34 857 disparus britanniques dans le saillant d'Ypres.
Le château d'Édimbourg contient le « mémorial national d'Écosse de la guerre » qui commémore les morts des Première et Seconde Guerres mondiales et des campagnes militaires depuis 1945.
Au Royaume-Uni, comme aux États-Unis, on privilégie les « war memorials », des édicies monumentaux comme le Cénotaphe (Londres) ou le Mémorial de la Liberté (Kansas City).

#### En Allemagne
En Allemagne, cependant, la tendance est plutôt de faire inscrire les noms des morts dans les registres paroissiaux ou sur des plaques qui sont apposées dans des temples et des églises.

#### En Australie
En Australie, on crée les « avenues de l'Honneur » : il s'agit de routes plantées d'arbres, chacun représentant un soldat mort.

### Monuments aux morts des conflits contemporains
Guerres mondiales, les guerres de 1914-1918 et de 1939-1945 ont fait des victimes dans le monde entier. Elles sont commémorées également dans les anciennes colonies des différents pays européens belligérants ou chez leurs alliés. On peut citer l’Australian War Memorial à Canberra (Australie), édifié en 1941 et remanié plusieurs fois depuis ; le National War Memorial à Wellington (Nouvelle-Zélande) à la mémoire des combattants de la seconde guerre des Boers, des deux guerres mondiales, de la guerre de Corée et de la guerre du Viêt Nam, Tamaki Paenga Hira, le mémorial des morts au combat à Auckland (Nouvelle-Zélande) (anciennement Auckland's War Memorial).
Avec l'apparition des bombardements, l'emploi de la force nucléaire (Hiroshima) ou du terrorisme, et la reconnaissance juridique du génocide, apparaissent des monuments commémorant des victimes civiles. Il existait déjà des monuments à visée nationaliste (Voortrekker Monument à Pretoria).
Dans plusieurs endroits, au lieu d'ériger un monument, les autorités laissent les ruines servir de mémorial. C'est le cas d'Oradour-sur-Glane, du clocher tronqué de la Kaiser-Wilhelm-Gedächtniskirche à Berlin, des ruines de Christ Church Greyfriars à Londres, ou du monument pour la paix de Hiroshima (Dôme de Genbaku).
Une nouvelle sensibilité se développe autour de l'idée de devoir de mémoire. Il ne s'agit plus de glorifier des actes héroïques ni même d'honorer les soldats morts au combat, mais garder en mémoire les erreurs du passé. L'allemand crée d'ailleurs le terme de Mahnmal. Des monuments rétrospectifs sont élevés aux victimes de l'Holocauste : Mémorial de l'Holocauste (Berlin), Mémorial de Yad Vashem (Israël), de l'esclavage ou d'autres génocides, comme le génocide arménien.
Également rétrospectif, le mémorial des soldats Afro-américains morts pendant la guerre de Sécession (1861-1868) s’ouvre au public en 1999 à Washington D.C. Il est consacré à la mémoire des 209 145 soldats et marins noirs américains qui se sont battus pour l'Union pendant la guerre de Sécession.
En 2003, en France, à la suite d'une commande du ministère de la Défense pour un Mémorial national de la guerre d'Algérie et des combats du Maroc et de la Tunisie, quai Branly à Paris, l'artiste Gérard Collin-Thiébaut change radicalement la forme du monument aux morts traditionnel, utilisant des diodes lumineuses sur trois colonnes. La première déroule en continu, par année et par ordre alphabétique, les noms des 23 000 soldats et harkis, morts pour la France en Afrique du Nord. La deuxième colonne passe des messages rappelant la période de la guerre d’Algérie et le souvenir de tous ceux qui ont disparu après le cessez-le-feu. Le 26 mars 2010, le président de la République et son gouvernement ont décidé d’inscrire sur la colonne centrale du Mémorial du quai Branly les noms des victimes civiles de la manifestation de la rue d’Isly, à Alger, le 26 mars 1962. La troisième colonne, grâce à l’utilisation d’une borne interactive située au pied du monument, permet de voir s’afficher le nom d’un soldat recherché parmi l’ensemble des noms de la liste.
Le mémorial du World Trade Center, à New York, qui commémore les victimes des attentats du 11 septembre 2001.

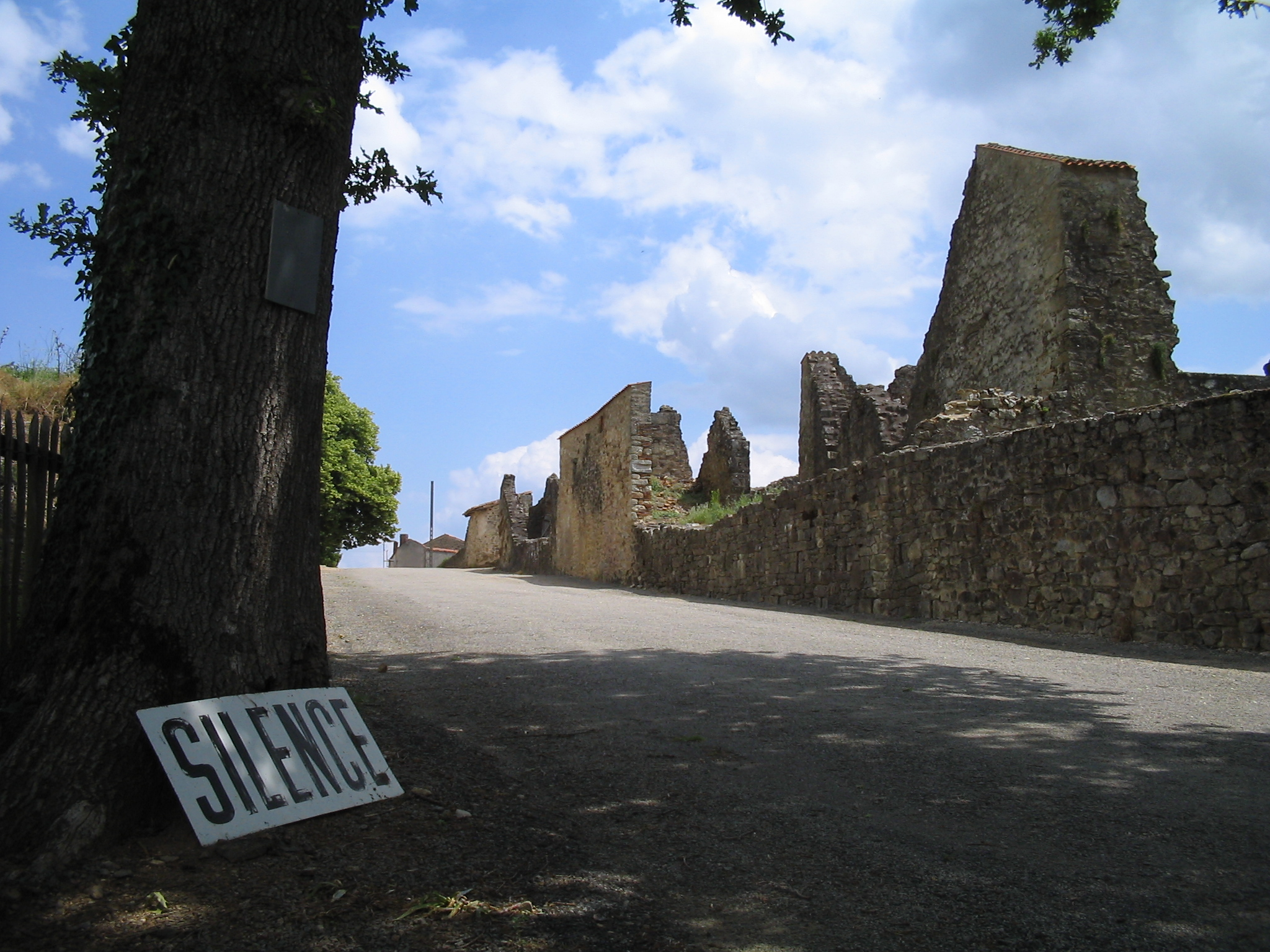
Entrée du village d'Oradour-sur-Glane (Haute-Vienne).
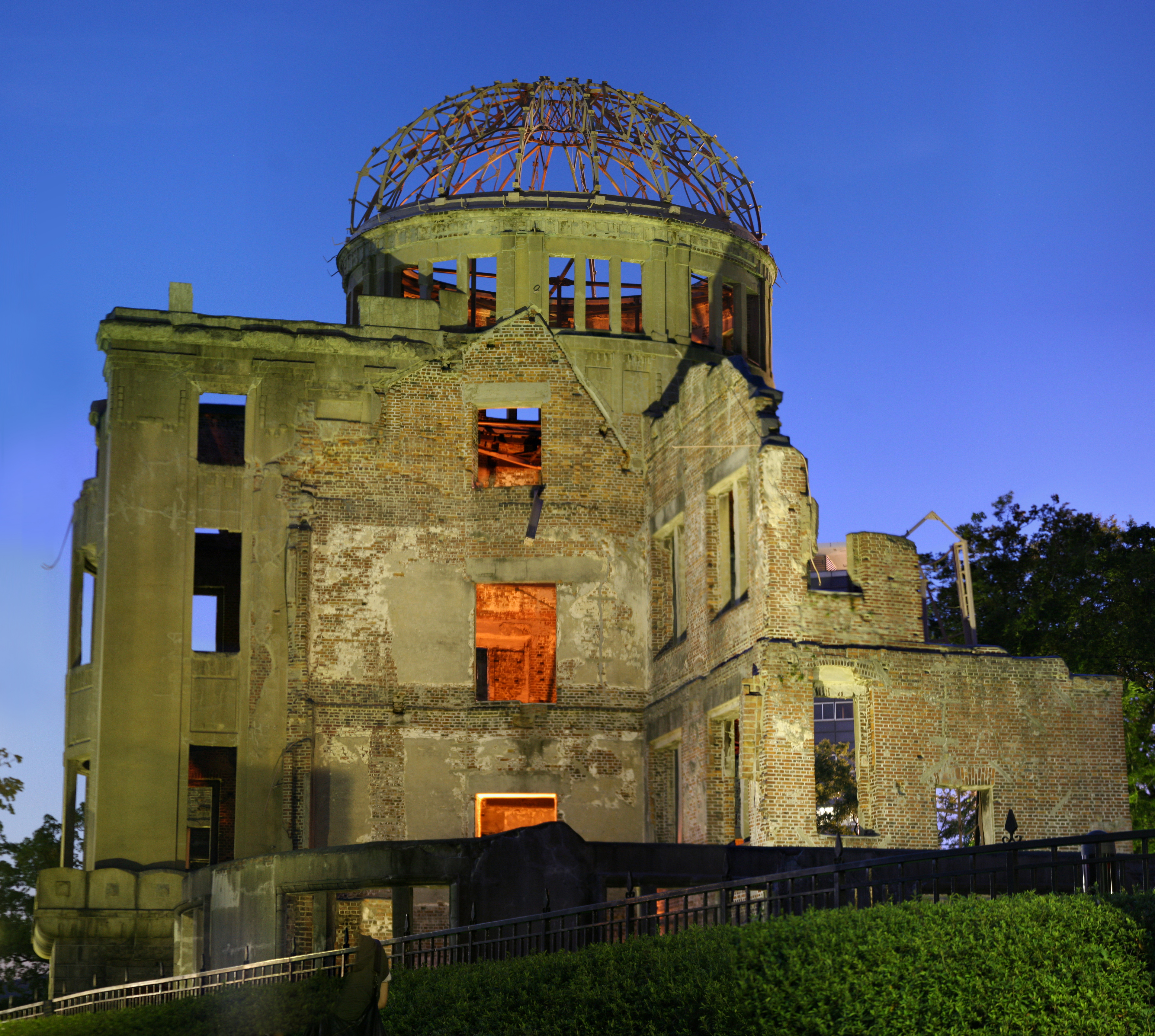
Mémorial de la paix (Hiroshima).
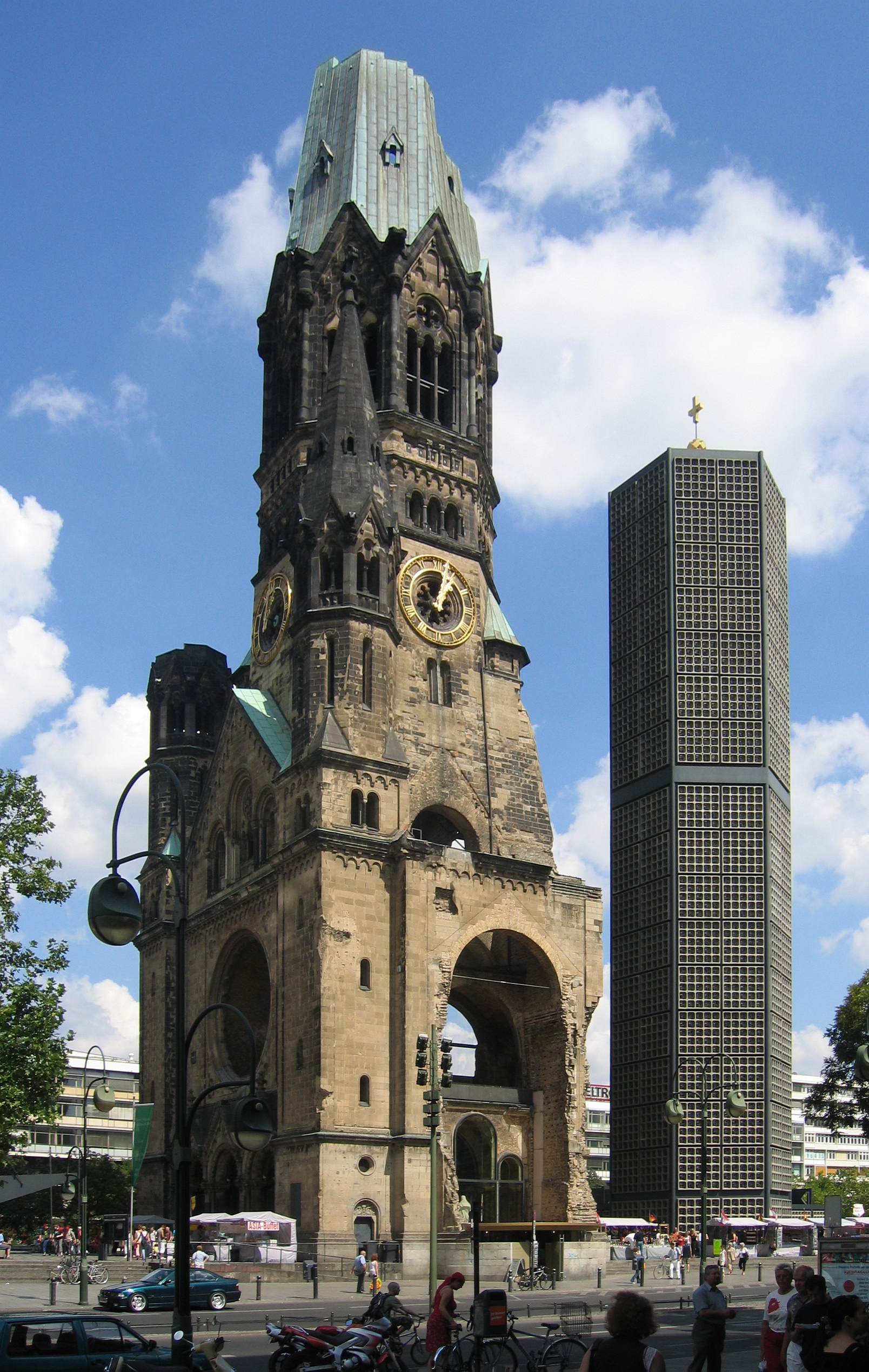
Église du souvenir (Berlin).
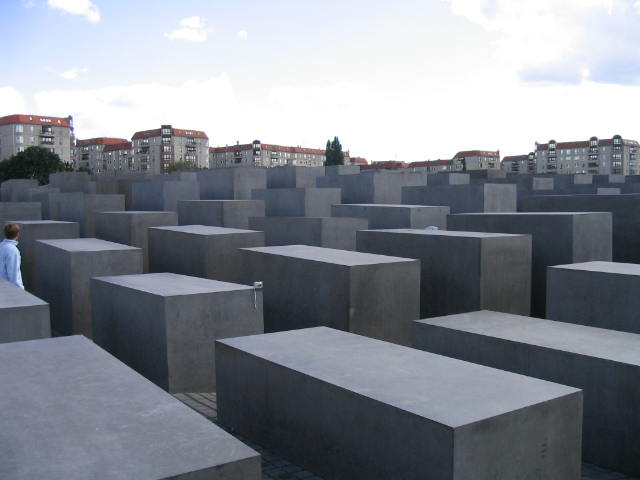
Mémorial de la Shoah (Berlin).
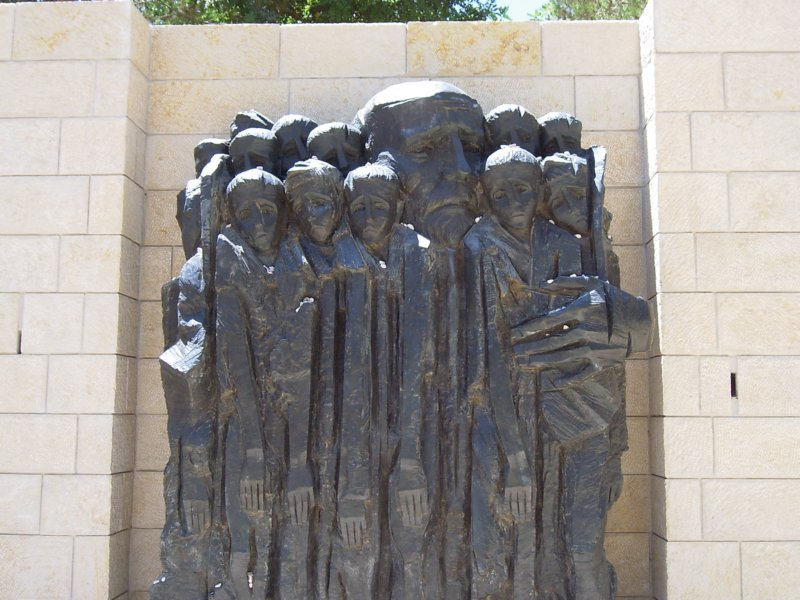
Janusz Korczak et les enfants du ghetto (1978), Sculpture de Boris Saktsier pour le Mémorial de Yad Vashem (Israël).

## Calendrier des commémorations
Les monuments aux morts sont le lieu de cérémonies, régulières ou exceptionnelles, qui commémorent les événements auxquels ils sont consacrés.
- 11 novembre : Remembrance Day (Royaume-Uni, Canada), Jour du Souvenir (Canada), Poppy Day (Afrique du Sud), Veterans Day (États-Unis), Jour des anciens combattants (France) : date anniversaire l'armistice de la guerre de 1914-1918.
- 5 décembre : Morts pour la France de la guerre d'Algérie et des combats du Maroc et de la Tunisie.
- 25 avril ANZAC Day (Australie et Nouvelle-Zélande) commémore l'engagement des troupes australiennes et néo-zélandaises dans les deux guerres mondiales (mais également d'autres conflits) à la date anniversaire du débarquement de Gallipoli (1915).

## Typologie

### Formes
Inspirés de stéréotypes architecturaux, les premiers monuments aux morts réemploient les mêmes dispositifs, l'art de série réduisant les coûts et permettant à chaque commune de choisir un ou deux modèles et de les assembler comme il leur convient. Néanmoins chaque pays et chaque culture offre des variantes.
En France, l’une des formes simples privilégiées du monument de série est l’obélisque et la stèle. Elle concerne essentiellement les monuments communaux, placés au centre de l’espace public (sur la place principale) ou dans des lieux symboliques : près de la mairie ou encore près de l’école, près de l’église ou du cimetière.  Des monuments de série plus élaborés, avec des groupes sculptés de plusieurs personnages, sont également fréquents. On peut distinguer quelques grandes catégories de sculptures : les Poilus, dans toutes les attitudes possibles. La statue la plus courante, érigée à plus de 900 exemplaires, serait Le Poilu victorieux d'Eugène Bénet ; d'autres, comme le Poilu au repos d'Étienne Camus, le Poilu étreignant le drapeau de Breton, La Résistance ou le Poilu écrasant l'aigle allemand de Pourquet sont également édifiées à plusieurs centaines d'exemplaires. D'autres groupes sculptés comprennent les Allégories (de la France à la Victoire), les civils (la veuve et l'orphelin, le plus souvent). Ces monuments sont subventionnés par l’État, en partie financés par les municipalités, mais le plus souvent une souscription publique représente une partie importante de la somme nécessaire à l’élévation du monument.

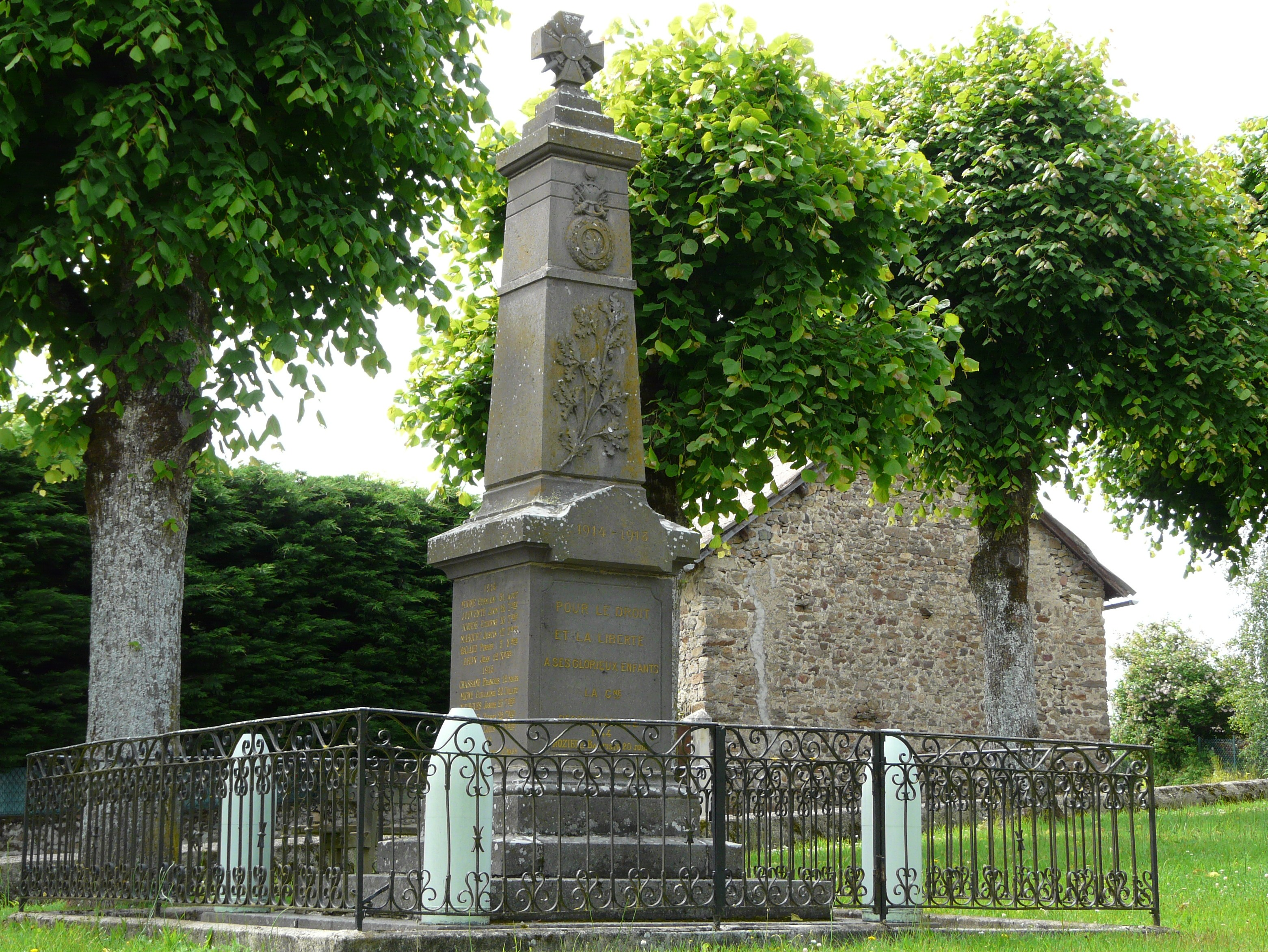
Monument aux morts surmonté d'une croix de guerre, délimité par des obus doublés à distance par une grille.

L’espace du monument n'est parfois pas délimité ou est simplement concrétisé par un enclos qui se résume à la forme d'une clôture virtuelle. Cet enclos est le plus souvent matérialisé par des haies (buissons, arbustes), un muret, des grilles métalliques (parfois issues des obus récupérés sur les champs de bataille) avec un petit portail, des chaînes supportées par des bornes ou par des obus. Ces projectiles donnent un aspect guerrier au monument mais rappellent aussi que le conflit fut une guerre technologique mobilisant le front intérieur et la participation des femmes à l'effort de guerre dans les industries d'armement. Ils rappellent aussi l'utilisation intensive de l'artillerie qui fut la première cause de mortalité chez les soldats. L'enclos signale un périmètre sacré qui évoque le champ d'honneur, et dont l'effet est parfois renforcé par un escalier monumental.
Des plaques commémoratives ont également été placées dans d'autres lieux fréquentés par les victimes comme les écoles, les églises, les mairies, les lieux de travail (on peut voir dans la plupart des gares de France une plaque listant les cheminots morts au cours des deux guerres mondiales), les lieux où elles succombèrent. Dans de nombreux foyers, les veuves de guerre aménagent un espace perpétuant le souvenir de leur époux mort à la guerre : une photo portant les décorations, encadrée de cierges, fait là aussi office de monument aux morts.
Certaines communes choisissent d’élever un mur formant une stèle monumentale, une porte, une colonne (reprenant le motif antique de la colonne civique), un pilier, une statue, ou encore une colonne brisée, monument aux morts pacifiste érigé en contestation à cette « maudite guerre ». D'autres choisissent d’avoir un vitrail commémoratif, généralement dans leurs églises.
Ruinée, l'Allemagne ne dispose pas de fonds publics pour ériger des monuments à la mémoire des millions de morts de la guerre 1914-18. Dans un premier temps, ce sont les églises qui prennent le plus souvent l'initiative de collecter des fonds et de faire graver des listes de noms sur des plaques de marbre exposées à l'intérieur des lieux de culte. On trouve aussi dans les grandes villes des livres du souvenir, et un certain nombre de monuments collectifs dans les villages. La situation change en 1933, où l'on voit apparaître des monuments qui exaltent l'esprit de sacrifice à la nation allemande.

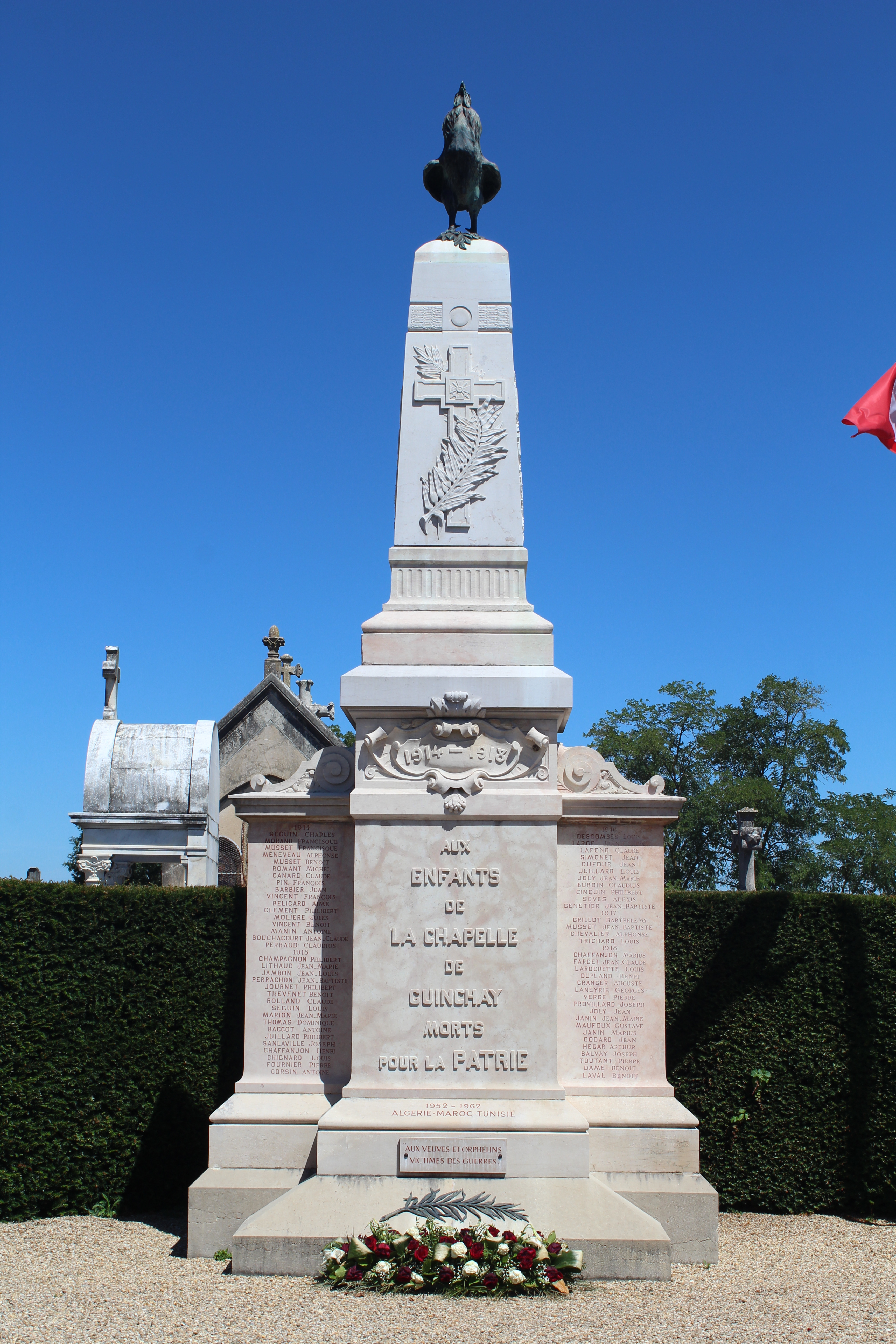
La Chapelle-de-Guinchay (Saône-et-Loire).
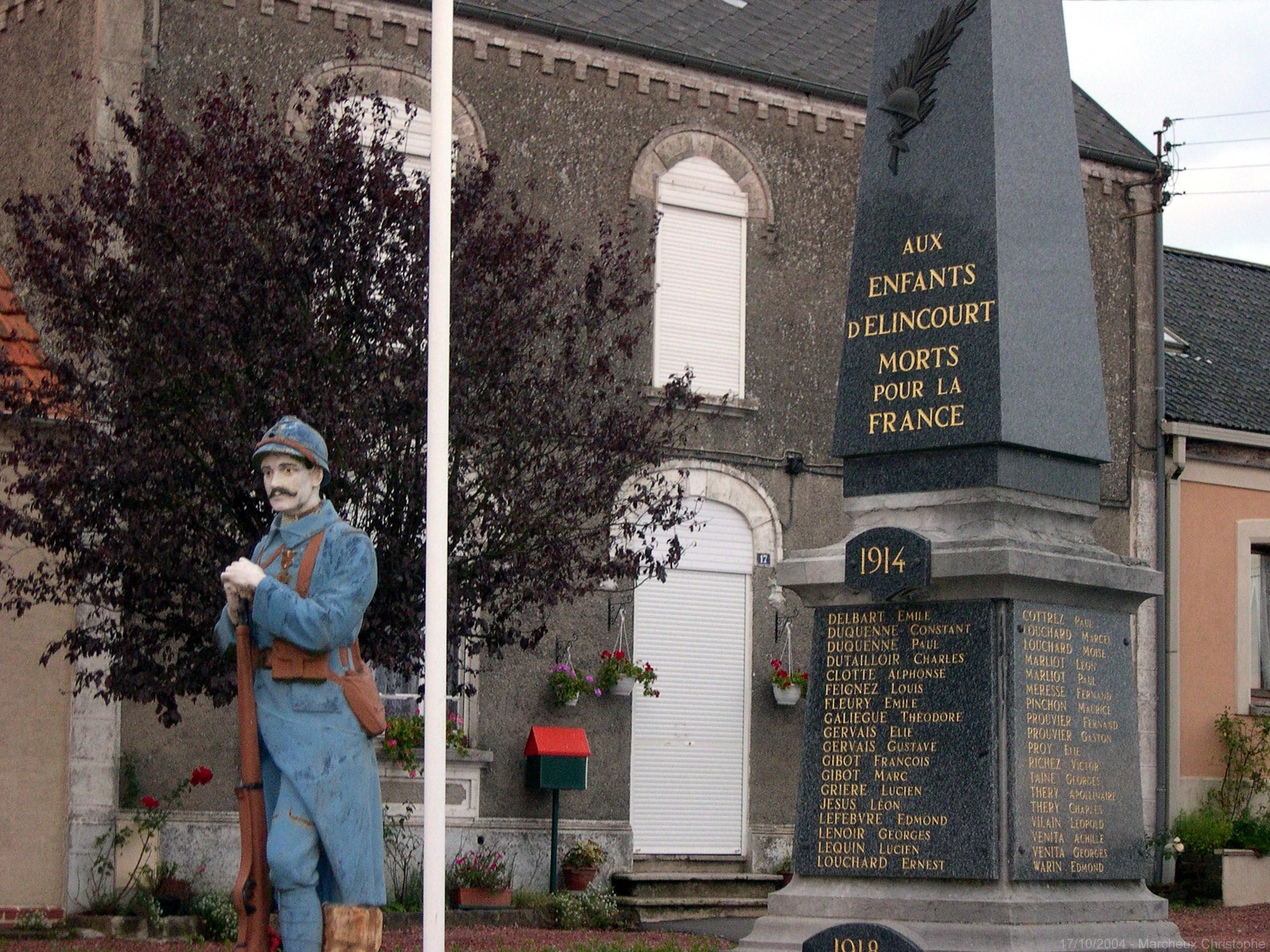
Élincourt (Nord).
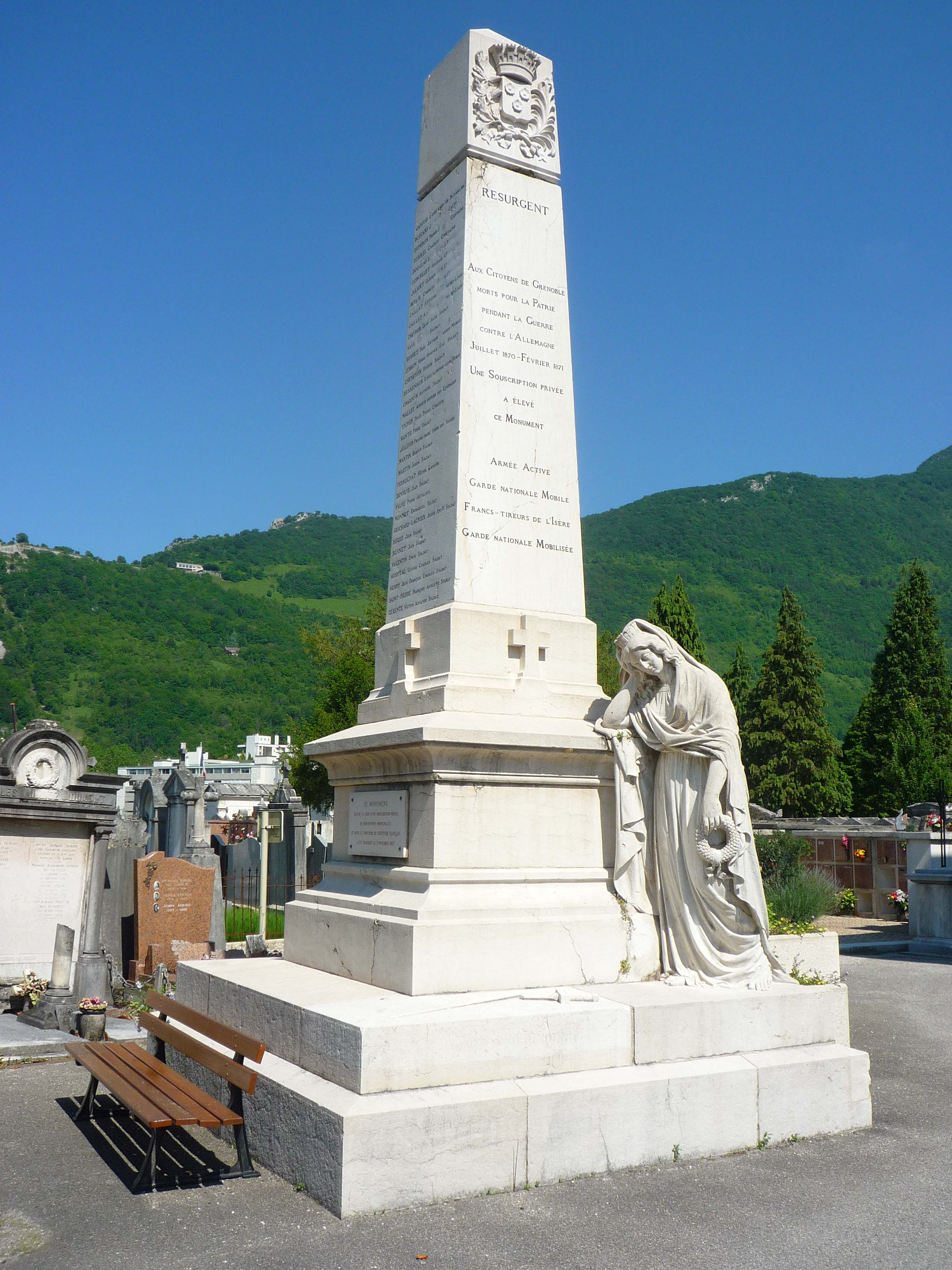
Cimetière Saint-Roch (Grenoble).
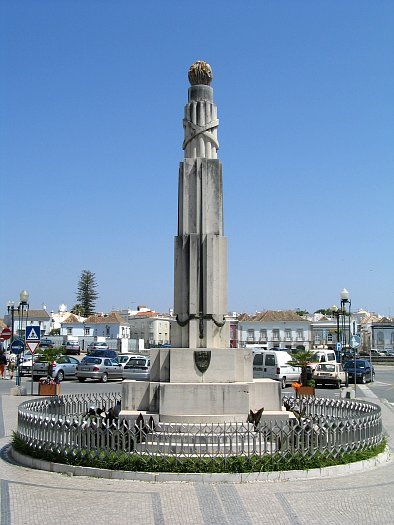
Tavira, Portugal.
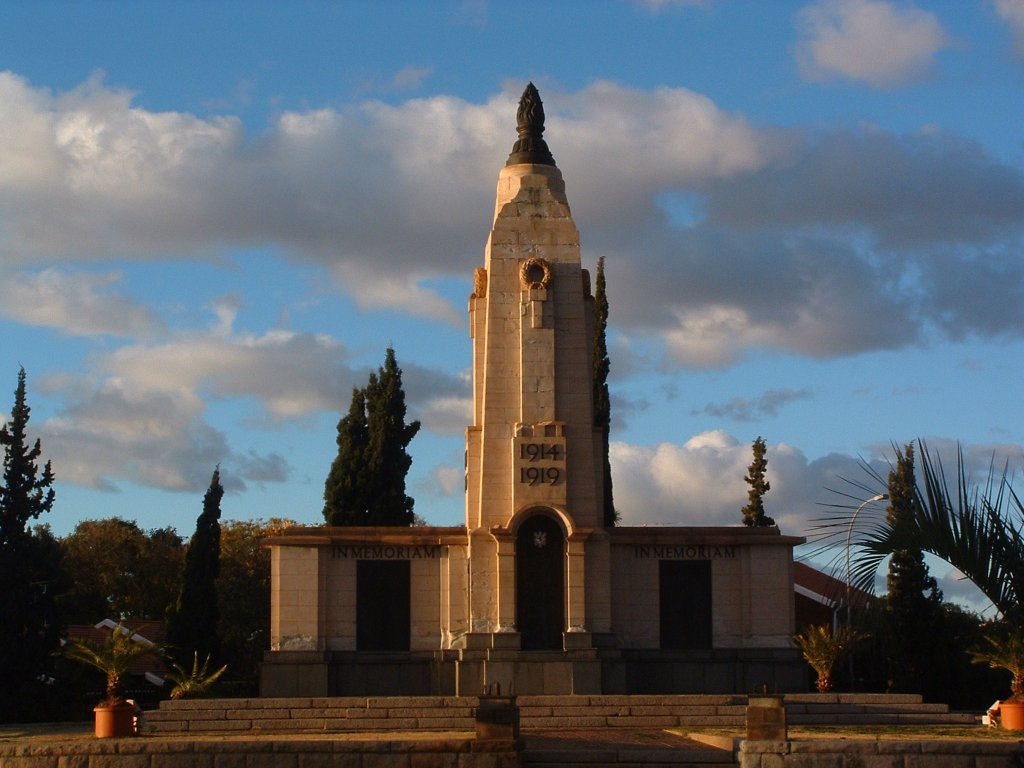
Kimberley, Afrique du Sud.

#### Ornements
En France, les ornements les plus courants sont la couronne de feuilles de chêne (ou la branche de chêne), symbole des vertus civiques et de la gloire; la couronne de feuilles de laurier (ou la branche de laurier), symbole des vertus militaires ; la palme ; la branche d'olivier, représentative de la paix ; la croix de guerre 1914-1918, plus ou moins épurée au point de n'être parfois qu'une simple croix pattée ; l'urne funéraire ; le coq gaulois ; le casque du poilu. Le poilu lui-même peut être représenté, en buste ou à la taille réelle (avec son équipement, et dans diverses attitudes). Assez souvent, peuvent figurer des civils (tels qu'une femme veuve et un(e) enfant) penchés sur une tombe ou tenant un bouquet, comme à Corbie et à Guise. Ponctuellement, le civil représenté peut être muni d'un signe particulier en référence à la région ou à une activité spécifique, générale (comme une charrue tirée par un cheval évoquant de toute évidence le monde agricole), ou bien plus précise, comme un outil (un louchet à tourbe à La Faloise). Dans quelques cas, un combattant est montré soutenant le corps de son frère d'armes. Au Royaume-Uni, comme en France, les ornements les plus courants sont la couronne de feuilles, la branche d'olivier, et l'homologue local du poilu, le Tommy ; mais aussi, en particulier en Angleterre, saint Georges, souvent avec son dragon, parce qu'il soit le saint patron des soldats de même que l'Angleterre. En Allemagne, la disparition de l'empire et la dissolution de l'armée impériale coïncidant avec la fin de la guerre de 1914-18, les motifs nationaux disparaissent ; restent les emblèmes guerriers (casque, épée) ou chrétiens (croix).

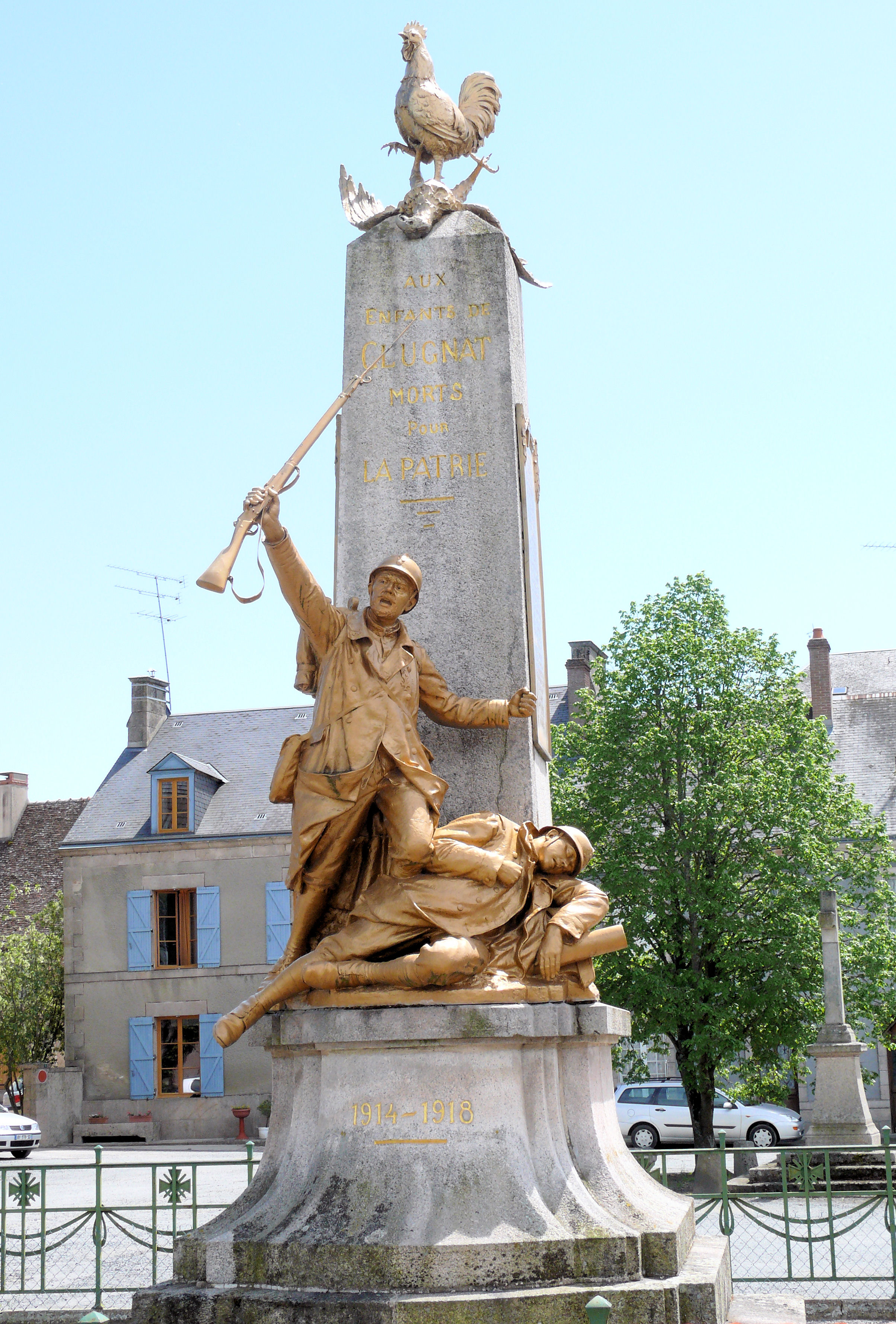
Clugnat (Creuse).
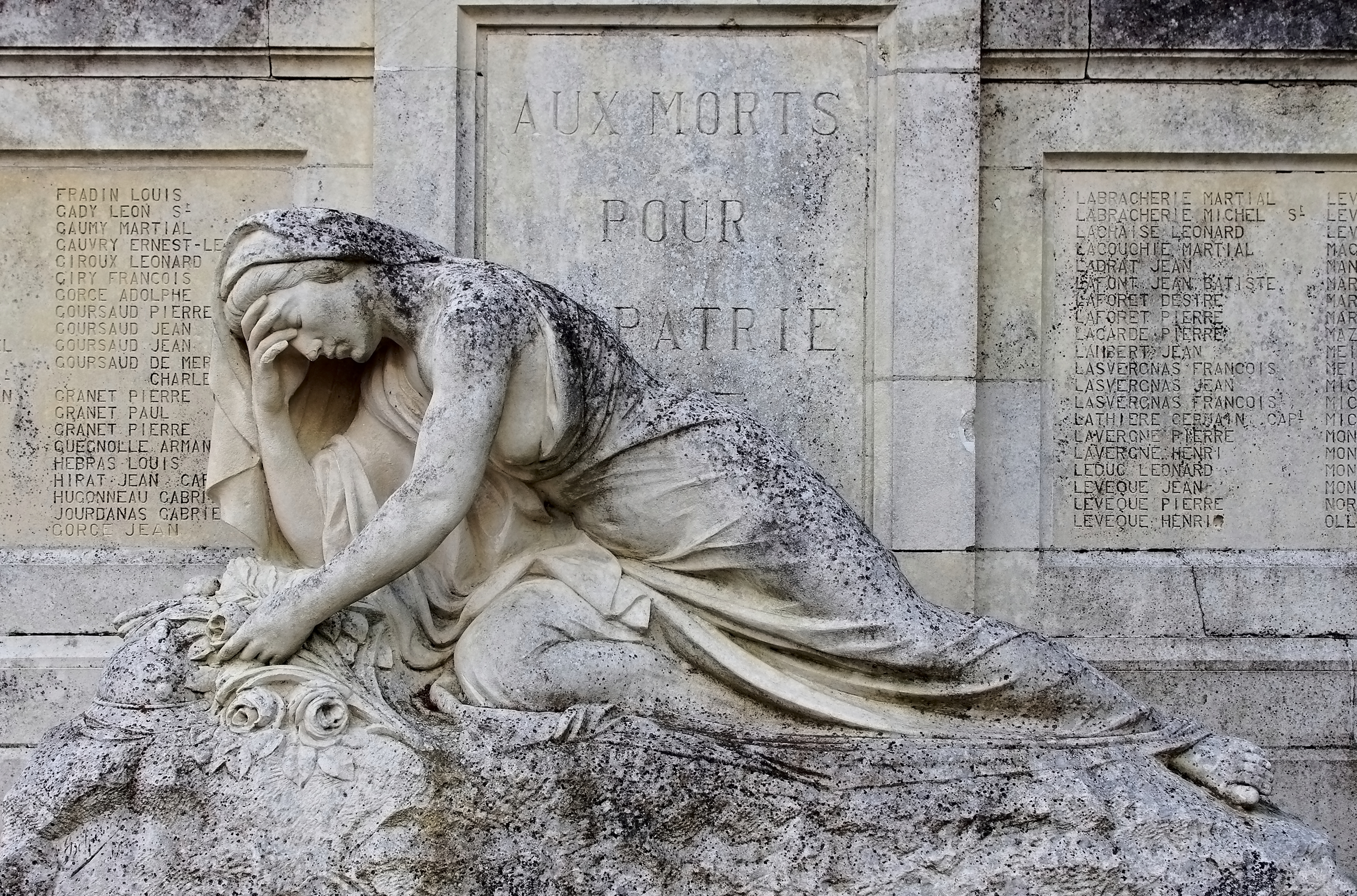
Rochechouart, (Haute-Vienne).
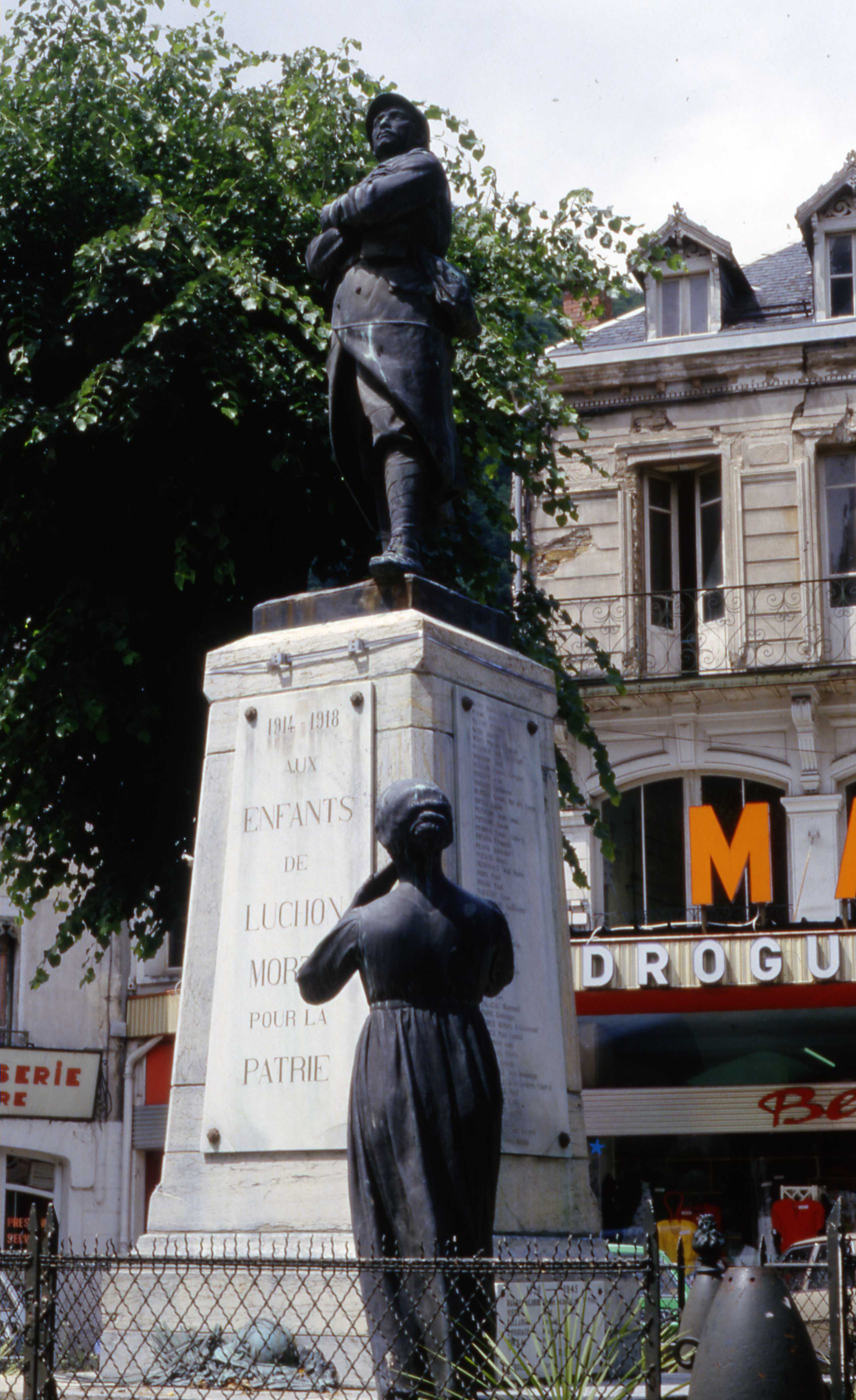
Bagnères-de-Luchon.
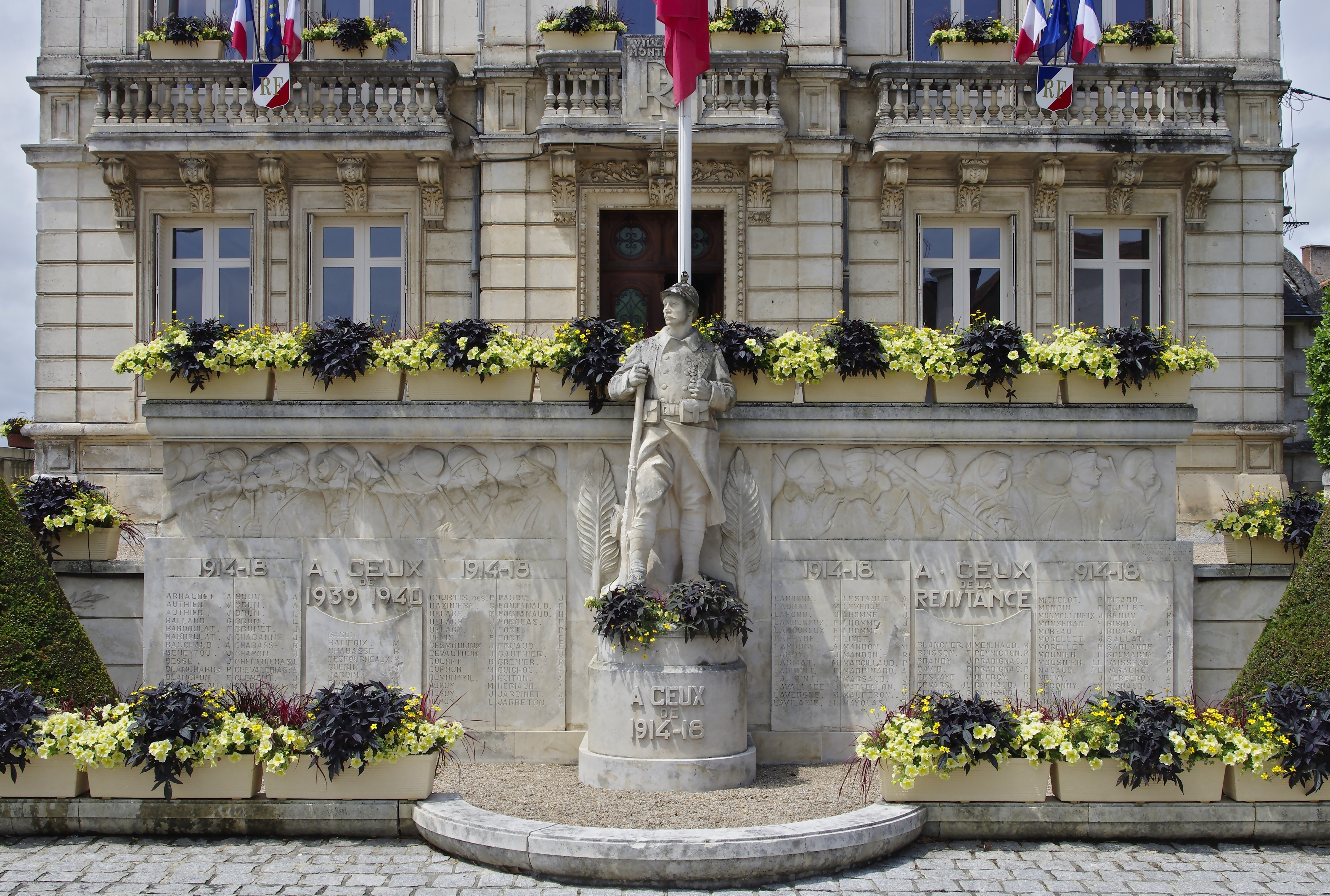
Montbron (Charente).
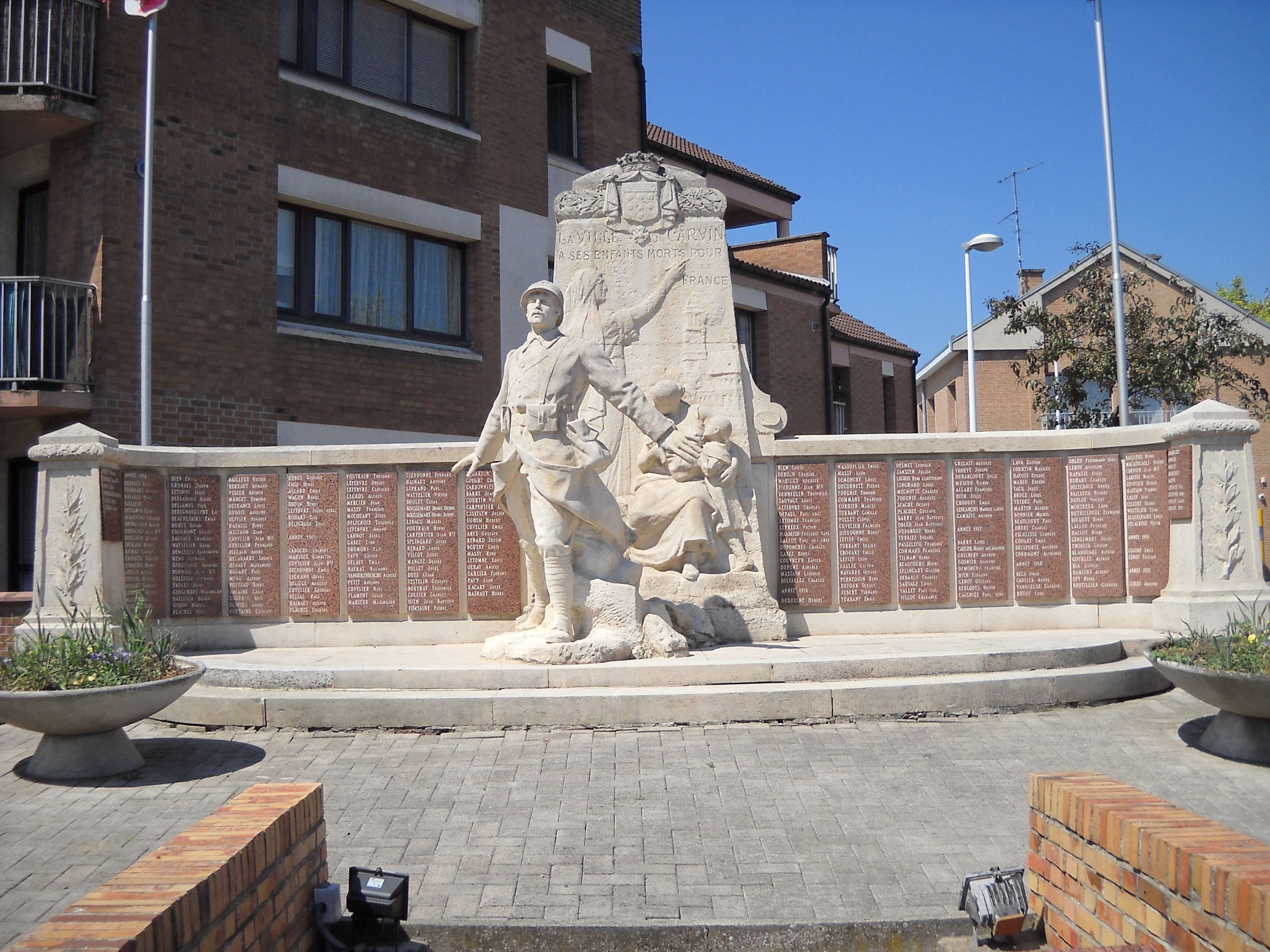
Carvin (Pas-de-Calais).
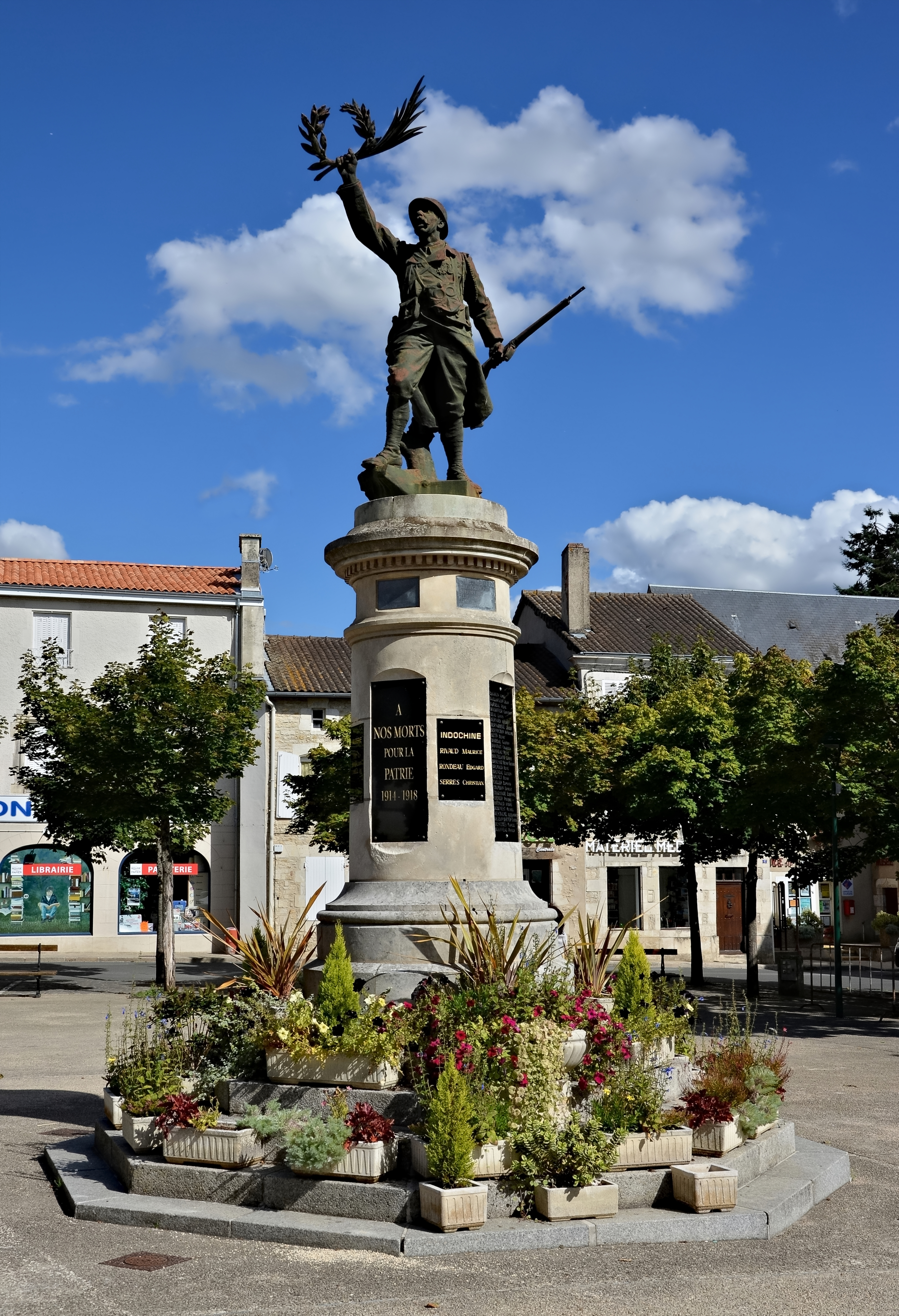
Civray (Vienne).
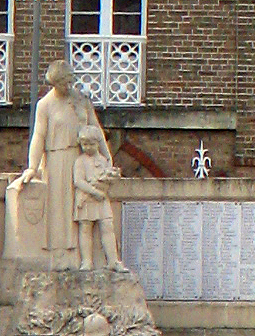
Corbie (Somme).
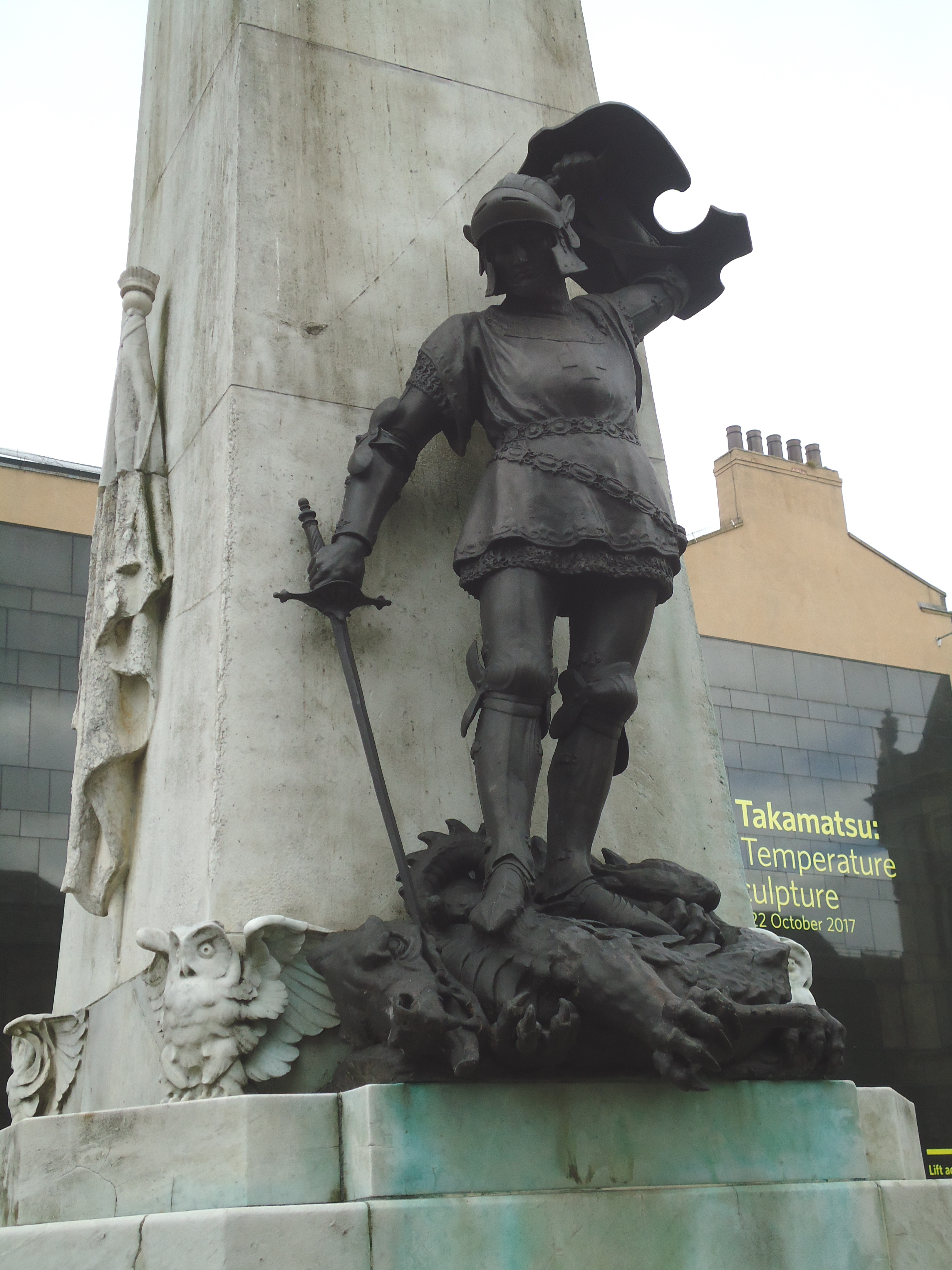
Leeds (Angleterre).
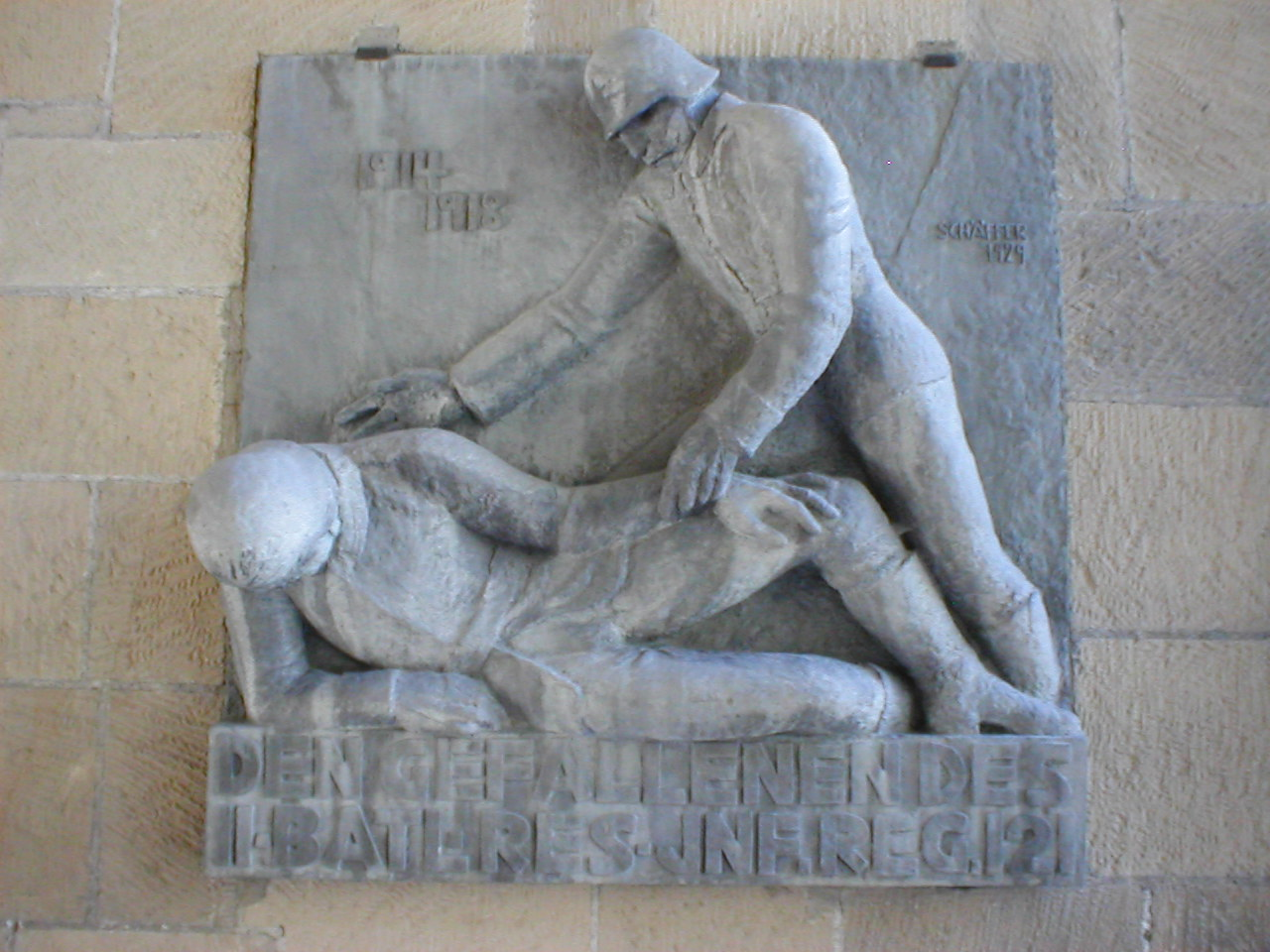
Heilbronn (Allemagne).

#### Inscriptions
Les inscriptions gravées sur les monuments peuvent revêtir un caractère patriotique (Si vis pacem, para bellum « Si tu veux la paix, prépare la guerre », Invictis victi victuri « À ceux qui n’ont pas été vaincus, les vaincus, mais qui vaincront »), civique (La commune de… à ses enfants morts pour la France/la Patrie) ou pacifiste comme « L'union des travailleurs fera la paix du monde » : citation d'Anatole France sur le monument de Mazaugues, « Maudite soit la guerre et ses auteurs », « Guerre à la guerre — Fraternité entre les peuples », « La guerre à la guerre », « Fraternité humaine », « Contre la guerre. À ses victimes. À la fraternité des peuples. Que l'avenir console la douleur. » : inscription gravée sur le monument de Dardilly, « La guerre est le massacre de gens qui ne se connaissent pas au profit de gens qui se connaissent mais ne massacrent pas entre eux » : citation de Paul Valéry sur le monument de Saint-Appolinaire ou Nie wieder Krieg (« Plus jamais la guerre »), « Le courage nourrit les guerres, mais c'est la peur qui les fait naître » citation d’Émile Auguste Chartier sur le monument de Costaros.
Dans les régions françaises qui ont subi les combats, les monuments insistent plus sur les malheurs de la guerre (ruines, deuil, orphelins), en une sorte de réquisitoire contre les crimes allemands. En Alsace-Moselle l'inscription « morts pour la France » qui suit la liste des noms est remplacée par des formules plus « neutres » (« La commune de… à ses enfants », ou « Morts pour la Patrie »). En effet les monuments regroupent sur une même stèle les noms des militaires originaires du village quel qu'ait été leur uniforme. Lors de la Première Guerre mondiale, l'Alsace-Moselle étant allemande, les morts militaires l'étaient souvent sous uniforme allemand. Ce fut encore le cas lors de la Seconde Guerre mondiale, au cours de laquelle de nombreux Alsaciens et Mosellans ont été incorporés de force (« malgré-nous »). Ces villages sont souvent plus que d'autres frappés par l'absurdité de la guerre, ayant vu leurs enfants s'entretuer sous des uniformes différents.

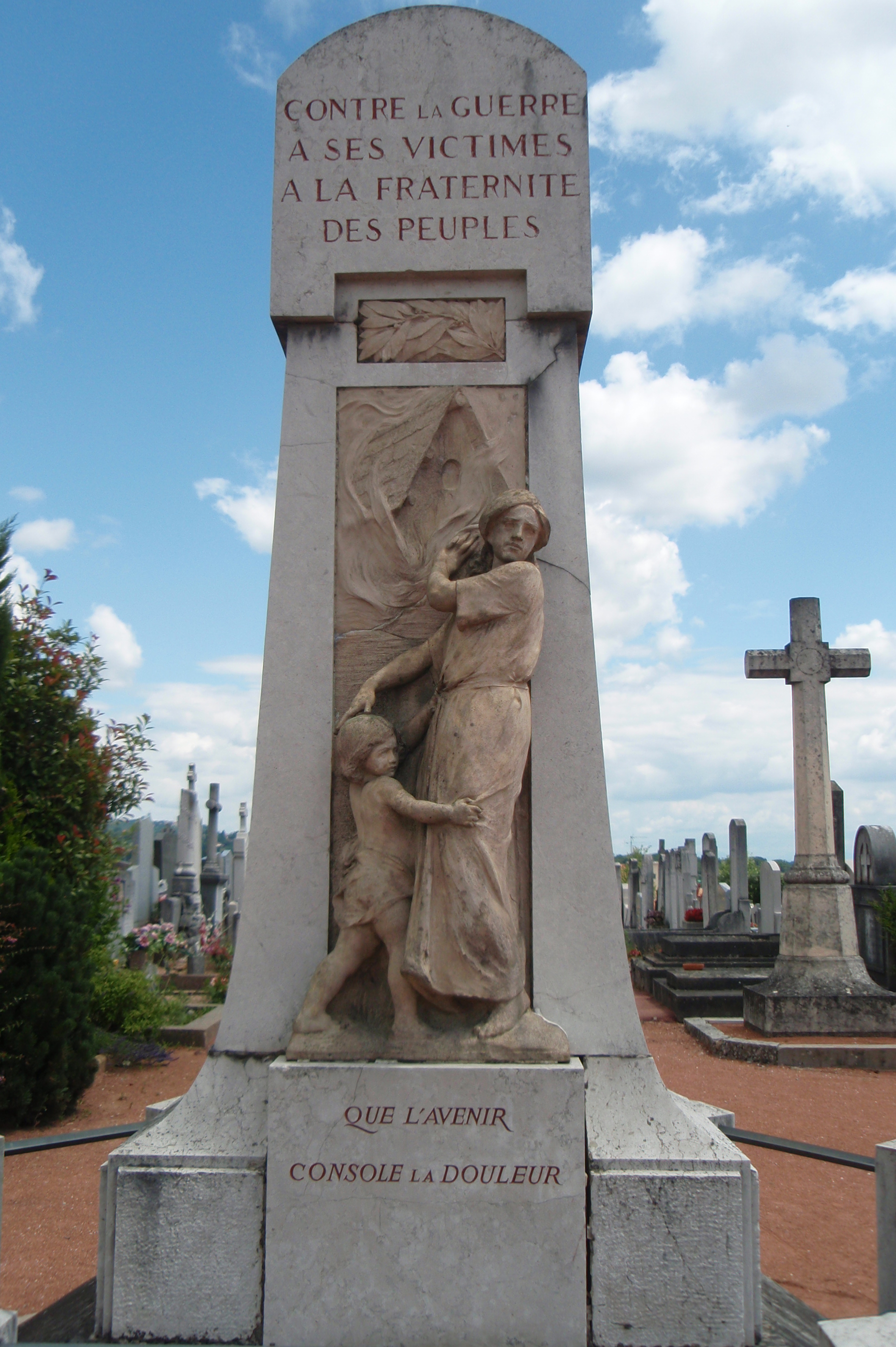
« Contre la guerre. À ses victimes. À la fraternité des peuples. » (Dardilly).
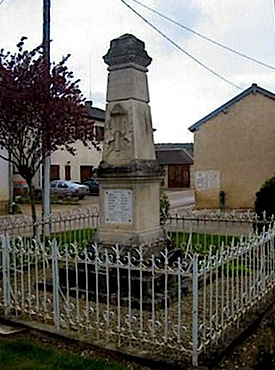
« Maudite soit la guerre. » (Balnot-sur-Laignes).
Une cérémonie pacifiste y est célébrée tous les ans. Joyeuse.
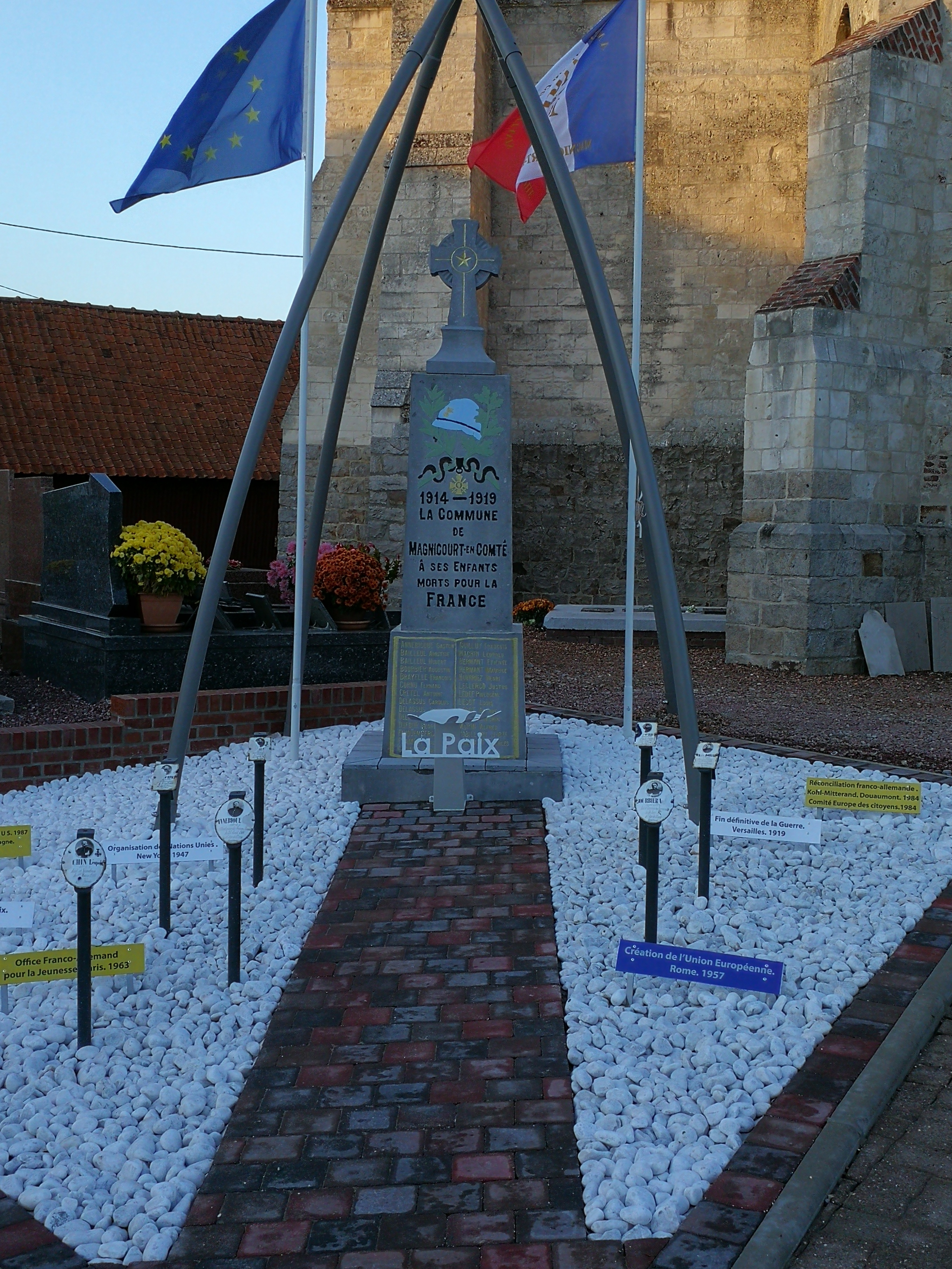
« La commune de Magnicourt-en-Comte à ses enfants morts pour la France ».

### Monuments sur le champ de bataille national
Allemagne
France
Italie
Royaume-Uni
Au Royaume-Uni, se trouvent quelques monuments dédiés à la bataille d'Angleterre, combattue en 1940 dans les ciels du pays. Les plus importants sont ceux à Londres et à Capel-le-Ferne dans le Kent.
Autres pays d'Europe
Russie impériale : le 21 juin 2011, en présence du Premier ministre russe, Vladimir Poutine, et de François Fillon, Premier ministre français, fut inauguré un monument aux morts dédié aux soldats et officiers russes du corps expéditionnaire envoyé en France, en 1916, sur décision de l'empereur Nicolas II de Russie. Ce monument fut érigé Cours la Reine à Paris. Cette œuvre du sculpteur russe Vladimir Sourovtsev représente « un jeune officier avec la croix de Saint-André sur la poitrine auprès de son cheval. Il vient juste d'arriver en France, il regarde au loin, se remémore sa maison, ses proches. C'est la pause avant le combat »,.
Autres continents

### Monuments sur le champ de bataille étranger
Certains mémoriaux ou cimetières militaires ont été construits non pas sur le territoire national, mais directement sur des champs de bataille étrangers ou à proximité de ceux-ci. C'est le cas en France d'un grand nombre de monuments à la mémoire des troupes alliées ou ennemies tels les cimetières allemands en Normandie, ou, plus au nord, le Beaumont-Hamel Newfoundland Memorial Park, l'Ossuaire de Douaumont, Notre Dame de Lorette, le Mémorial des batailles de la Marne à Dormans, le Mémorial de Verdun, le Mémorial canadien de Vimy, le cimetière américain de Neuville-en-Condroz, le cimetière américain de Romagne-sous-Montfaucon ou le cimetière américain de Saint-Avold, le plus grand cimetière militaire de la Seconde Guerre mondiale situé en Europe.

### Monuments internationaux collectifs
En Belgique, Liège, en tant que première ville à s'être opposée efficacement aux envahisseurs en 1914, a été choisie en 1925 par la FIDAC (Fédération Interalliée des Anciens Combattants) comme lieu d'édification d'un monument interallié, financé par des souscriptions publiques et privées dans les pays alliés.
Voir l'article Wikipedia Mémorial Interallié.

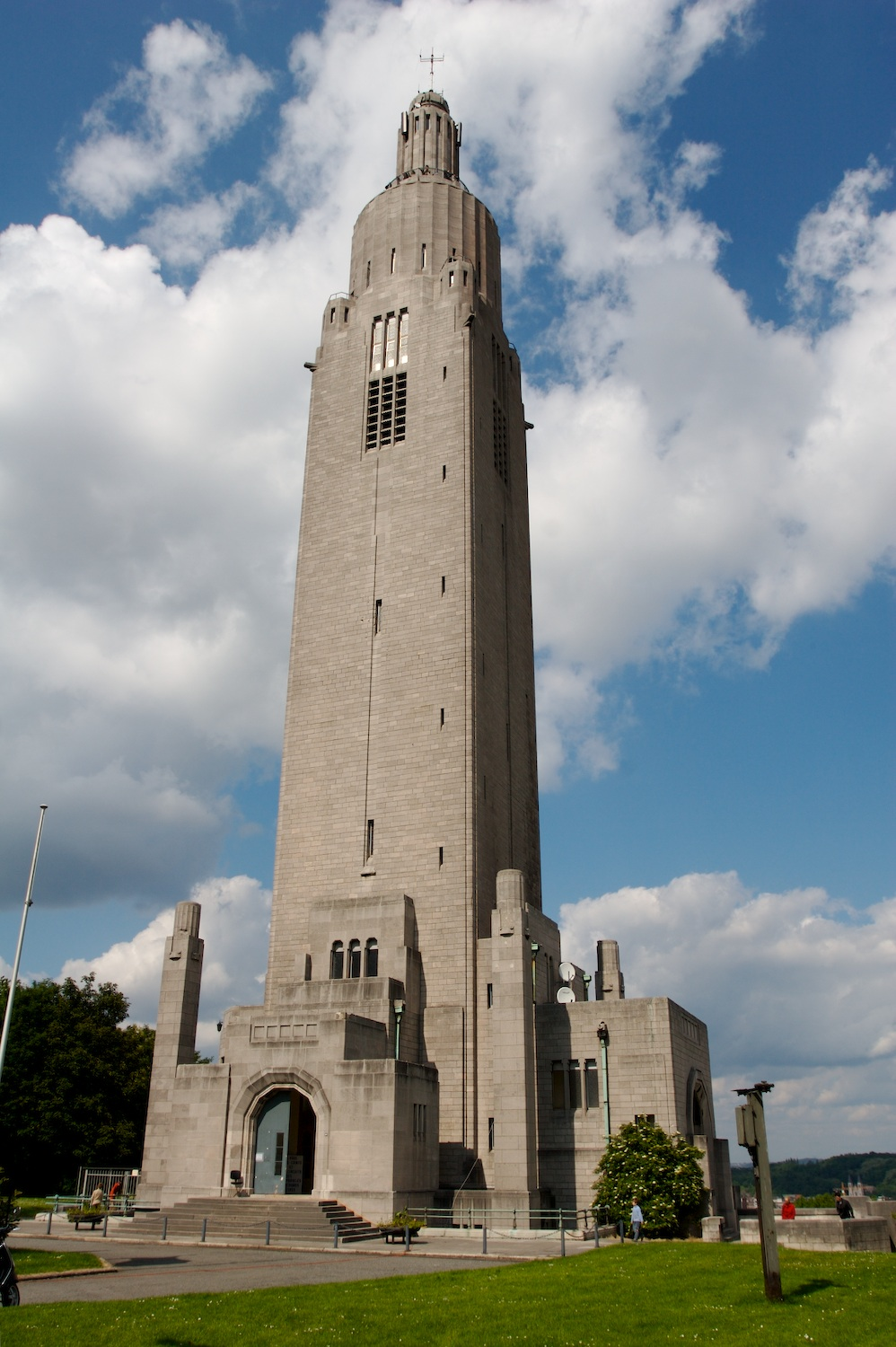
Mémorial Interallié (Liège-Cointe).

Monument commémoratif des attentats de Bali de 2002

### Monuments nationaux collectifs

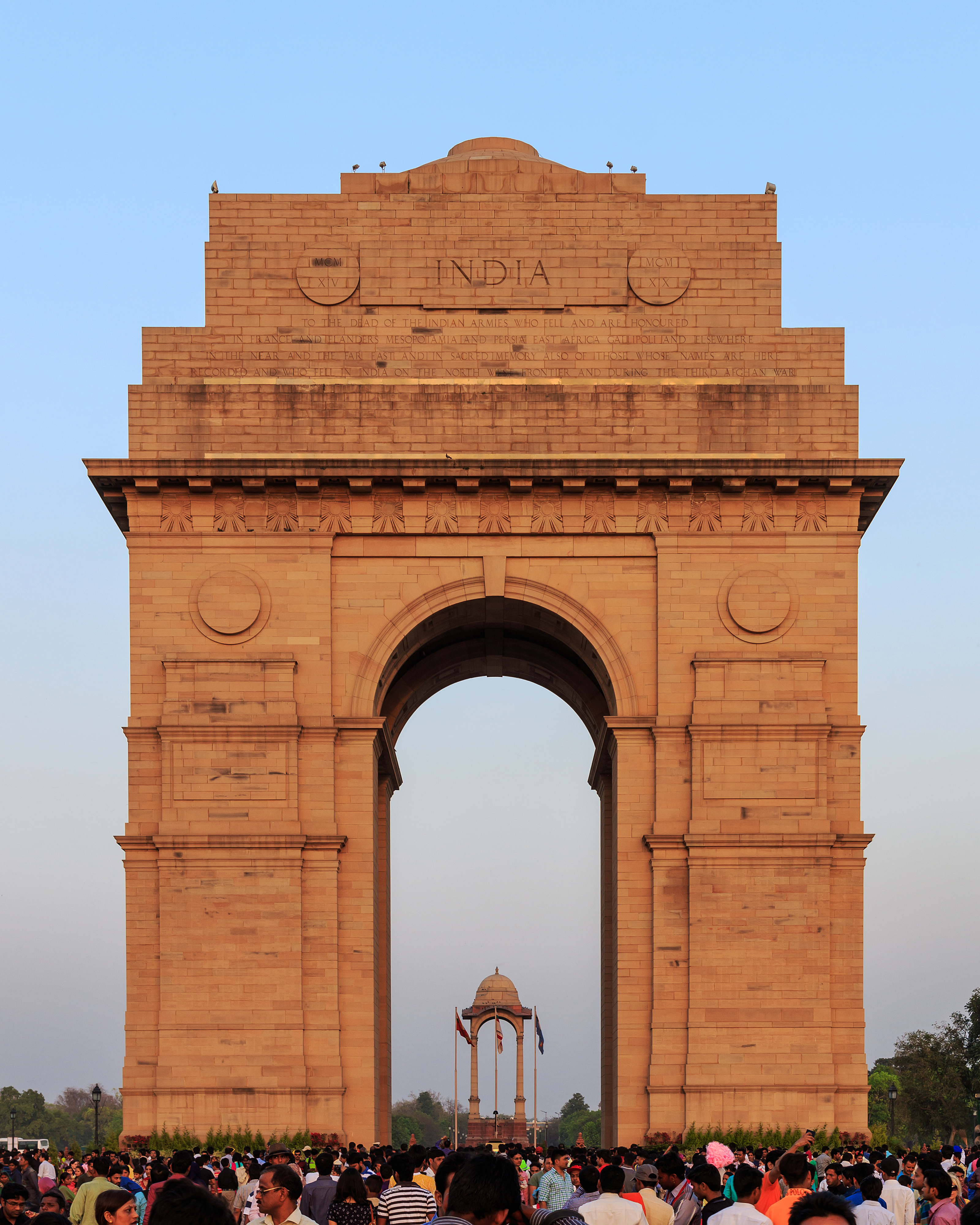
Porte de l'Inde (New Delhi).
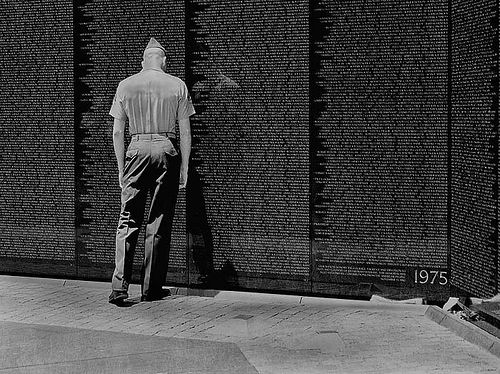
Vietnam Veterans Memorial (Washington, DC).

### Monuments pacifistes
Quelques monuments aux morts portent un message pacifiste, soit dans le texte (« Que maudite soit la guerre ! »), soit dans la forme, comme le Mémorial de l'holocauste à Berlin, le Mahnmal Bittermark (de) à Dortmund, les monuments de Düsseldorf, Hambourg, Wuppertal, du camp de concentration de Kemma en Allemagne, de l'Albertina Plats à Vienne en Autriche, d'Aniane (Hérault), Ausseing (Haute-Garonne), Balnot-sur-Laignes (Aube), La Couarde (île de Ré), Dardilly (Rhône, une pleureuse avec un enfant, et l’inscription « Contre la guerre, à ses victimes, à la fraternité des peuples »), Équeurdreville (Manche, un bilan de la guerre est placé sur une face du monument), Gentioux (Creuse, une statue de bronze d’un enfant orphelin tendant le poing est placée devant le monument, qui porte l'inscription « Maudite soit la guerre » après la liste des soldats tués), Gy-l'Évêque (Yonne), Mazaugues (Var, Plogoff (Finistère, une veuve et un orphelin), Saint-Martin-d'Estréaux (Loire), Riom (Puy-de-Dôme, commémorant les fusillés pour l'exemple de 1917) en France ou le Genbaku Dome (原爆ドーム), 1996 d'Hiroshima au Japon.

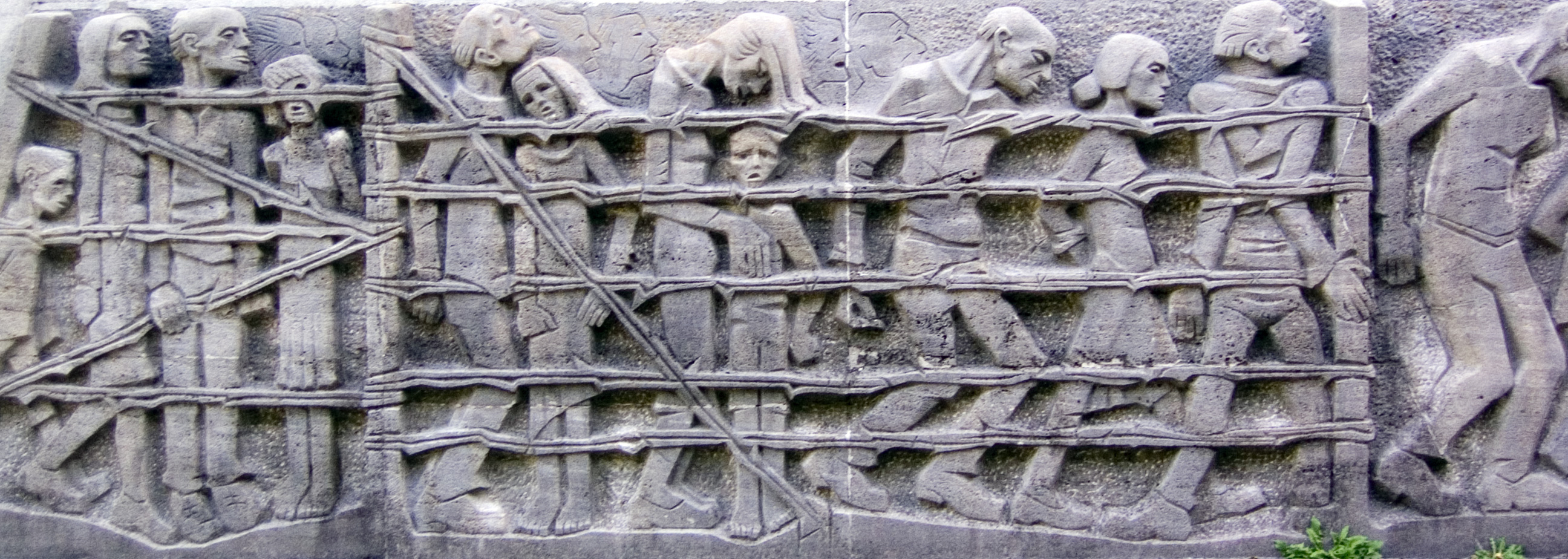
Détail du monument contre la guerre Mahnmal Bittermark (de), Dortmund (Allemagne).

### Vidéographie
- "Rendez-vous au monument aux morts" (2014, 47 min), film de Jacquie Chavance et Marie Mora Chevais, produit par CNRS Images
- Les Sentinelles de l'oubli (2023, 1h15), documentaire de Jérôme Prieur, Mélisande Films, ECPAD / LCP